# 神舟七号
神舟七号（简称神七）是中国“神舟”号系列飞船之一，同时也是该系列中第三艘载有航天员的飞船。神七于北京时间的2008年9月25日21時10分4秒988毫秒使用长征二号F型运载火箭发射升空。神七的主要任务是实施中国航天员首次空间出舱活动，突破和掌握出舱活动相关技术；开展卫星数据中继等空间科学和技术试验。神七也是神舟飞船首次满载三名航天员执行任务。神七的航天员是翟志刚（指令长）、刘伯明和景海鹏。
北京时间2008年9月27日16点30分，景海鹏留守返回舱，另外两人分别穿着中國製造的“飞天”舱外航天服和俄羅斯出品的“海鹰”舱外航天服进入神舟七号载人飞船兼任气闸舱的轨道舱。翟志刚出舱作业，劉伯明在轨道舱内协助，實現了中國歷史上第一次的太空漫步，令中國成為第三個有能力把太空人送上太空並漫步太空的國家（其中，翟志刚完全出舱。刘伯明的头部手部部分出舱）。飞船于北京时间2008年9月28日17点37分成功着陆于中国内蒙古四子王旗着陆场。神舟七号飞船共计飞行2天20小时27分钟。

## 飞船结构

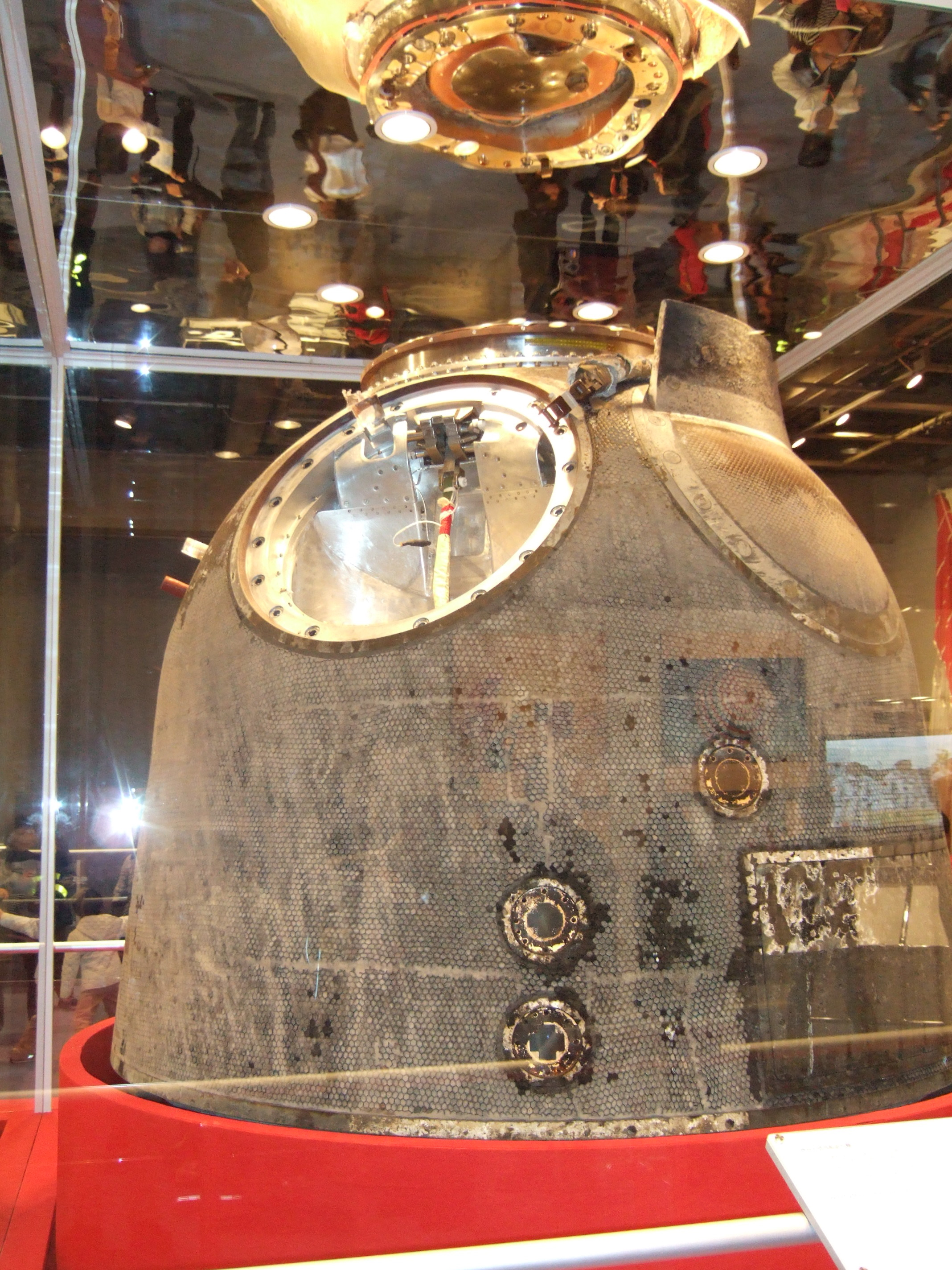
展示於香港的神舟七號的返回艙

神七载人飞船、长征二号F运载火箭和逃逸塔组合体整体高达58.3米，飞船重达12吨。
神舟七号飞船全长9.19米，由轨道舱、返回舱和推进舱构成。三个舱段可满足生活、返航、动力三大基本功能，可分别独立工作。
- 轨道舱——作为航天员的工作和生活舱，以及出舱时的气闸舱。无留轨功能，配有泄复压控制、舱外航天服支持、出舱活动通信、舱外活动照明及舱外摄像等功能[6]。在轨道舱的顶部装配有一颗伴飞小卫星和5个复压气瓶。内部还提供了睡袋、食品加热、个人生活用品和个人卫生装置等生活设施[8]。
- 返回舱——唯一返回地球的舱段，是飞船的指挥控制中心，通过舱门与轨道舱相连。还装有用以降落的两具降落伞[6]和反推力火箭。当返回舱距地面一米时启动反推力火箭，施行软着陆。返回舱直径2.5米[9]。
- 推进舱——安装有推进系统，以及一部分的电源、环境控制和通讯系统，外部装有一对太阳能板[6]。

## 神舟七号航天员
神舟七号航天员选拔根据各位航天员分数排名，选出前六名，前三名作为飞行乘组，后三名作为候补航天员。

### 执行航天员
| 姓名   | 年龄 | 职责   | 飞行次数 | 飞行时间 | 轨道数 |
| ------ | ---- | ------ | -------- | -------- | ------ |
| 翟志刚 | 41岁 | 指令长 | 0        | —        | —      |
| 刘伯明 | 42岁 | 操作手 | 0        | —        | —      |
| 景海鹏 | 41岁 | 实验员 | 0        | —        | —      |

### 候补航天员
与神舟六号采用候补乘组整体备份不同，神舟七号采用候补航天员制度，即若飞行乘组某位航天员无法执行任务，则由对应的某位候补航天员进行替换，而非将整个飞行乘组替换。
| 姓名   | 年龄 | 职责   | 飞行次数 | 飞行时间      | 轨道数 |
| ------ | ---- | ------ | -------- | ------------- | ------ |
| 陈全   | 45岁 | 指令长 | 0        | —             | —      |
| 费俊龙 | 43岁 | 操作手 | 1        | 115小时32分钟 | 76圈   |
| 聂海胜 | 43岁 | 实验员 | 1        | 115小时32分钟 | 76圈   |

## 各系统负责人

### 航天员系统
- 航天员乘组：翟志刚、刘伯明、景海鹏
- 科研单位：中国航天员科研训练中心
- 航天员系统总指挥、总设计师：中国航天员科研训练中心主任 陈善广

### 空间应用系统
- 科研单位：中国科学院空间科学与应用总体部
- 空间应用系统总指挥：高铭
- 空间应用系统总设计师：顾逸东

### 载人飞船系统
- 飞船：神舟七号载人飞船
- 科研单位：中国航天科技集团公司所属中国空间技术研究院和上海航天技术研究院
- 载人飞船系统总指挥：尚志
- 载人飞船系统总设计师：张柏楠

### 运载火箭系统
- 火箭：“长征二号F”型运载火箭
- 科研单位：中国航天科技集团公司所属中国运载火箭技术研究院
- 运载火箭系统总指挥：刘宇
- 运载火箭系统总设计师：荆木春

### 发射场系统
- 发射中心：中国酒泉卫星发射中心
- 发射场：中国酒泉卫星发射中心载人航天发射场
- 发射场系统总指挥：中国酒泉卫星发射中心主任 崔吉俊
- 发射场系统总设计师：中国酒泉卫星发射中心总工程师 陆晋荣

### 测控通信系统
- 相关单位：北京航天飞行控制中心、西安卫星测控中心、西安卫星测控中心所属测控站、酒泉卫星发射中心东风测控站、“远望”号航天远洋测量船队
- 测控通信系统总指挥：西安卫星测控中心主任 董德义
- 测控通信系统总设计师：北京跟踪与通信技术研究所所长 钱卫平
- 神七任务飞控组组长、北京航天飞行控制中心主任 朱民才

### 着陆场系统
- 着陆场：内蒙古中部地区主着陆场
- 相关单位：某着陆场站、搜救部队、地面搜救分队、搜救直升机分队
- 着陆场系统总指挥：西安卫星测控中心副主任 隋起胜
- 着陆场系统总设计师：北京跟踪与通信技术研究所总工程师 吴斌

### 空间试验室系统
- 相关单位：中国航天科技集团公司所属中国空间技术研究院和上海航天技术研究院
- 空间试验室系统总指挥：尚志
- 空间试验室系统部设计师：杨宏

## 任务时间轴

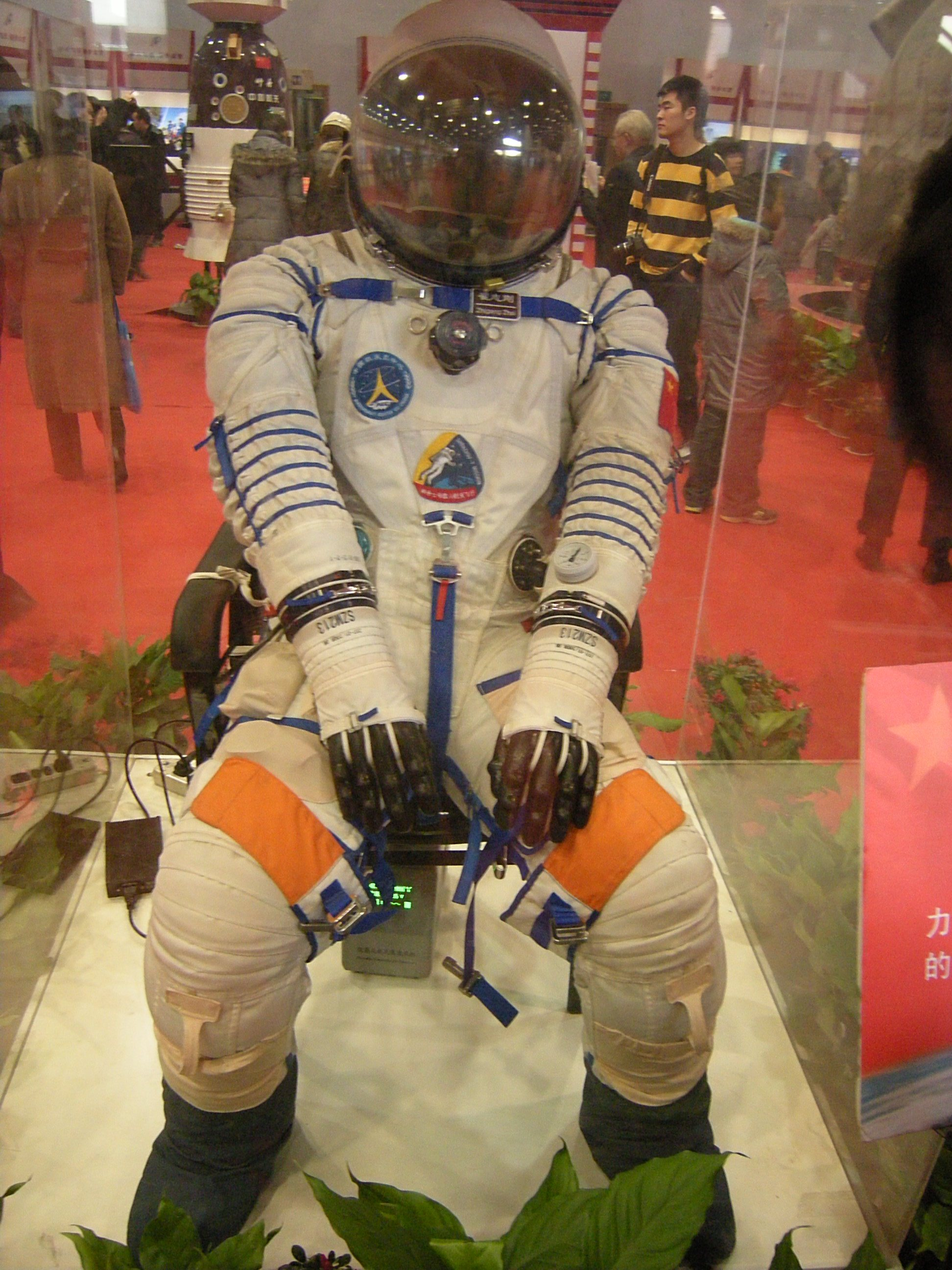
神舟七号任务期间使用的舱内航天服

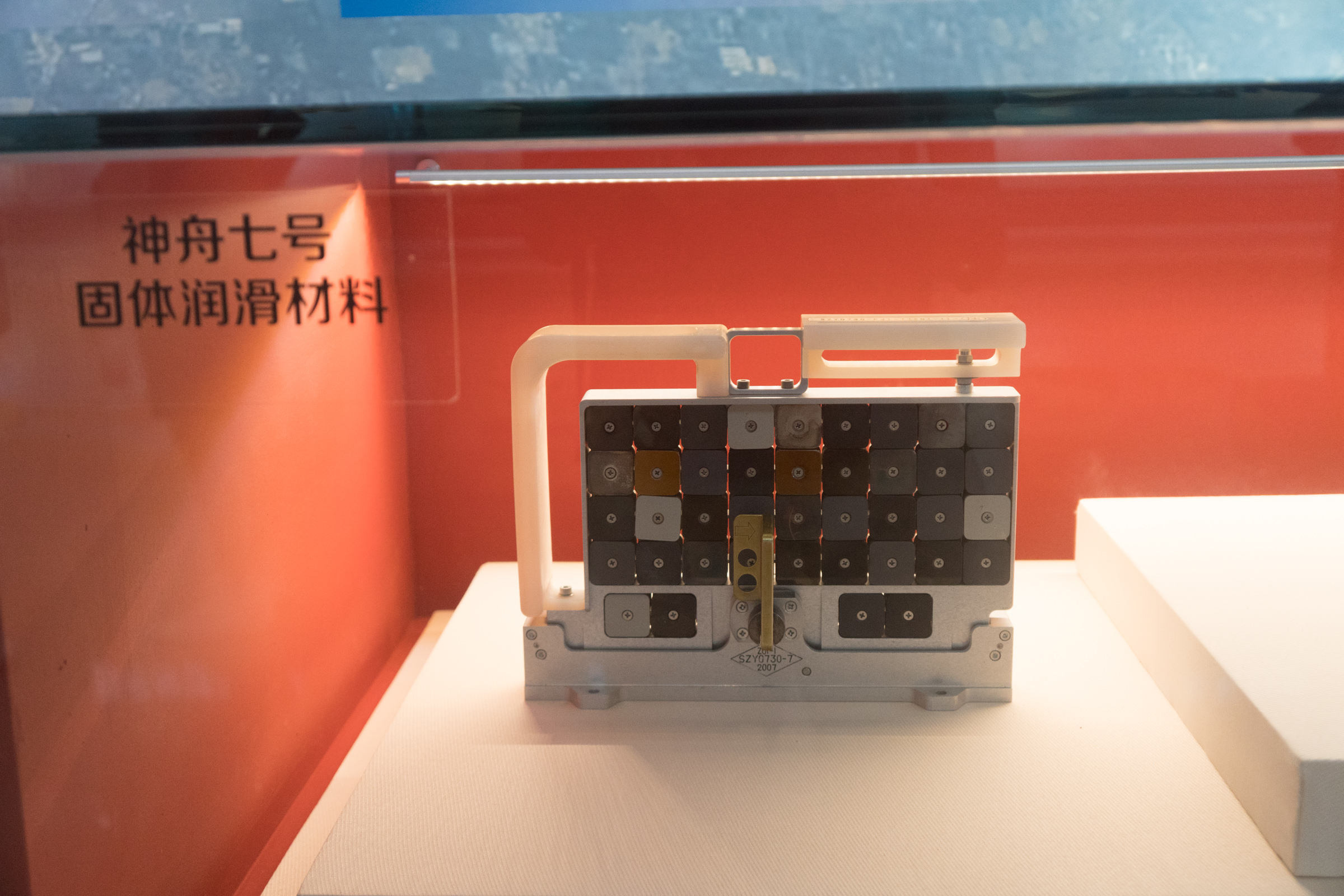
神舟七号出舱过程中由翟志刚取回的放置在舱外的固体润滑材料

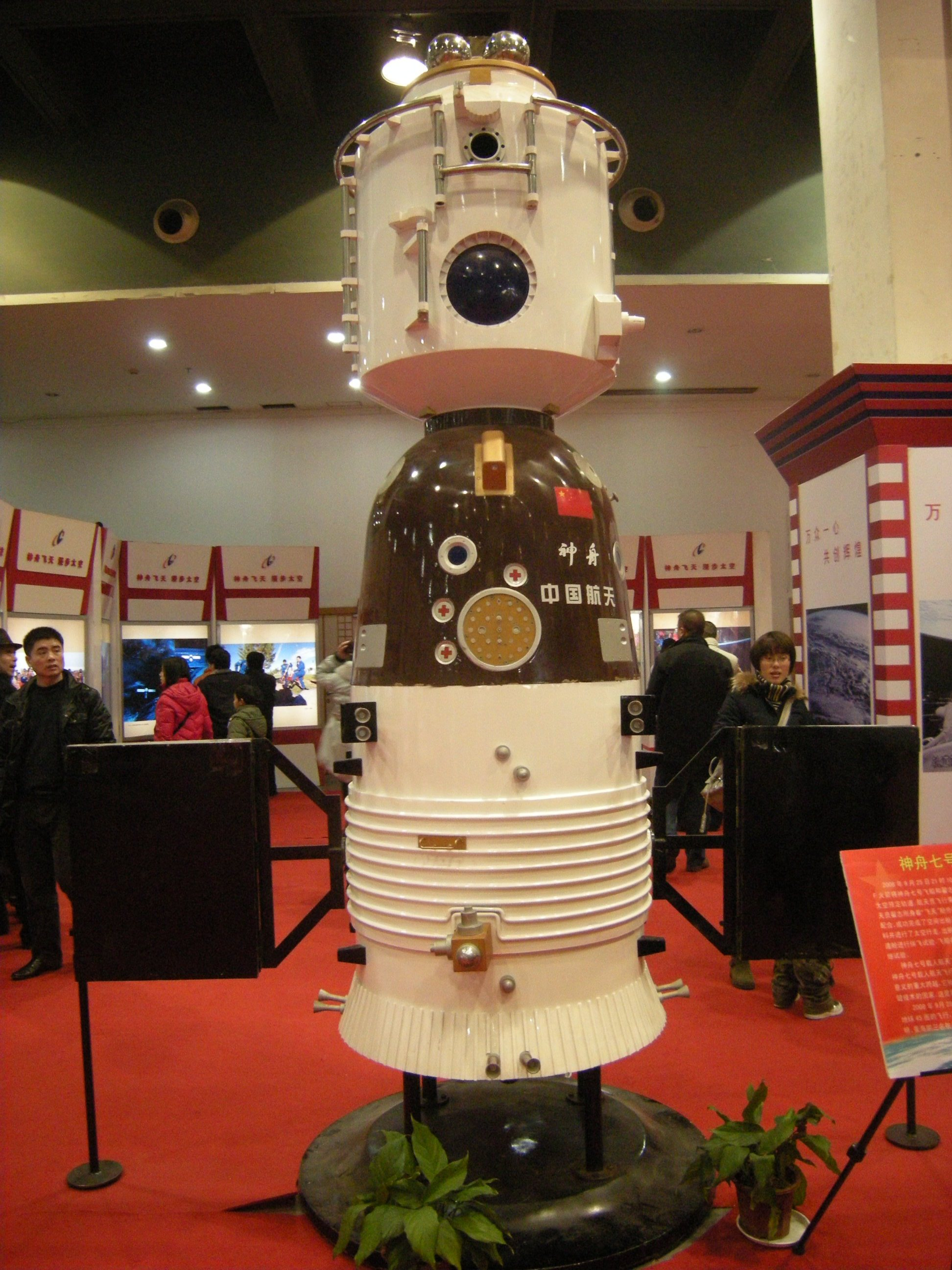
神舟七号飞船模型

| 任务飞行时序 | 任务飞行时序              | 任务飞行时序 |
| 日期         | 时间                      | 事件节点 |
| ------------ | ------------------------- | --- |
| 9月18日      | -                         | 神舟七号飞船与长征2F火箭对接完毕 |
| 9月20日      | 15时15分                  | 船、箭、塔组合体垂直转运至发射区 |
| 9月24日      | 14时30分                  | 神舟七号载人航天飞行任务总指挥部在酒泉卫星发射中心举行新闻发布会，并邀请境外媒体参加。中国载人航天工程办公室副主任王兆耀担任新闻发言人，介绍任务基本情况，宣布发射时间为9月25日21时07分至22时22时27分。这也是神舟飞船任务历史上首次召开此类新闻发布会。 |
| 9月24日      | 16时                      | 火箭推进剂加注程序正式启动 |
| 9月24日      | 17时30分                  | 神舟七号航天员见面会。神舟七号飞行乘组航天员首次亮相，由航天员系统总指挥、总设计师中国航天员科研训练中心主任陈善广主持介绍，航天员回答记者提问。 |
| 9月25日      | 17时55分                  | 三位航天员到达发射塔下 |
| 9月25日      | 18时25分                  | 三位航天员从轨道舱进入返回舱就座 |
| 9月25日      | 19时50分                  | 逃逸发动机和整流罩的安全机构解锁，打通“点火”通道 |
| 9月25日      | 21时10分04秒988毫秒       | 长征二号F型运载火箭点火 |
| 9月25日      | 21时12分04秒              | 火箭抛弃助推器及逃逸塔 |
| 9月25日      | 21时12分43秒              | 火箭一、二级分离 |
| 9月25日      | 21时13分24秒              | 整流罩分离 |
| 9月25日      | 21时18分24秒              | 二级火箭关机 |
| 9月25日      | 21时19分47秒              | 船箭分离 |
| 9月25日      | 21时33分                  | 载人航天工程总指挥、总装备部部长常万全宣布神舟七号载人飞船发射获得圆满成功 |
| 9月27日      | 04时03分                  | 启动变轨控制程序 |
| 9月27日      | 04时04分                  | 完成变轨 |
| 9月27日      | 10时20分                  | 航天员开始舱外航天服的组装与测试 |
| 9月27日      | 12时00分36秒-12时08分46秒 | 远望六号测量船首次执行载人航天测控 |
| 9月27日      | 16时35分                  | 航天员翟志刚和劉伯明先後出舱活动，並向安裝在舱外的攝影機揮手和揮動五星紅旗。翟志刚其後取回舱外装载的固体润滑实验试验样品，并开始太空漫步。 |
| 9月27日      | 16时58分                  | 航天员成功完成舱外活动，返回轨道舱内。 |
| 9月27日      | 17时01分                  | 轨道舱门关闭 |
| 9月27日      | 19时30分                  | 神舟七号释放伴飞小卫星 |
| 9月28日      | 16时54分                  | 飞船进入正常返回轨道 |
| 9月28日      | 17时16分                  | 飞船返回中國上空 |
| 9月28日      | 17时25分                  | 太空船離開「黑障區」，并且打開主傘 |
| 9月28日      | 17时36分                  | 成功着陸，返回舱落地时呈水平状态 |
| 9月28日      | 18时02分                  | 航天员在舱内适应地球重力环境 |
| 9月28日      | 18时22分                  | 航天员自主出舱 |
| 9月28日      | 18时29分                  | 常万全宣布任务成功 |

## 出舱

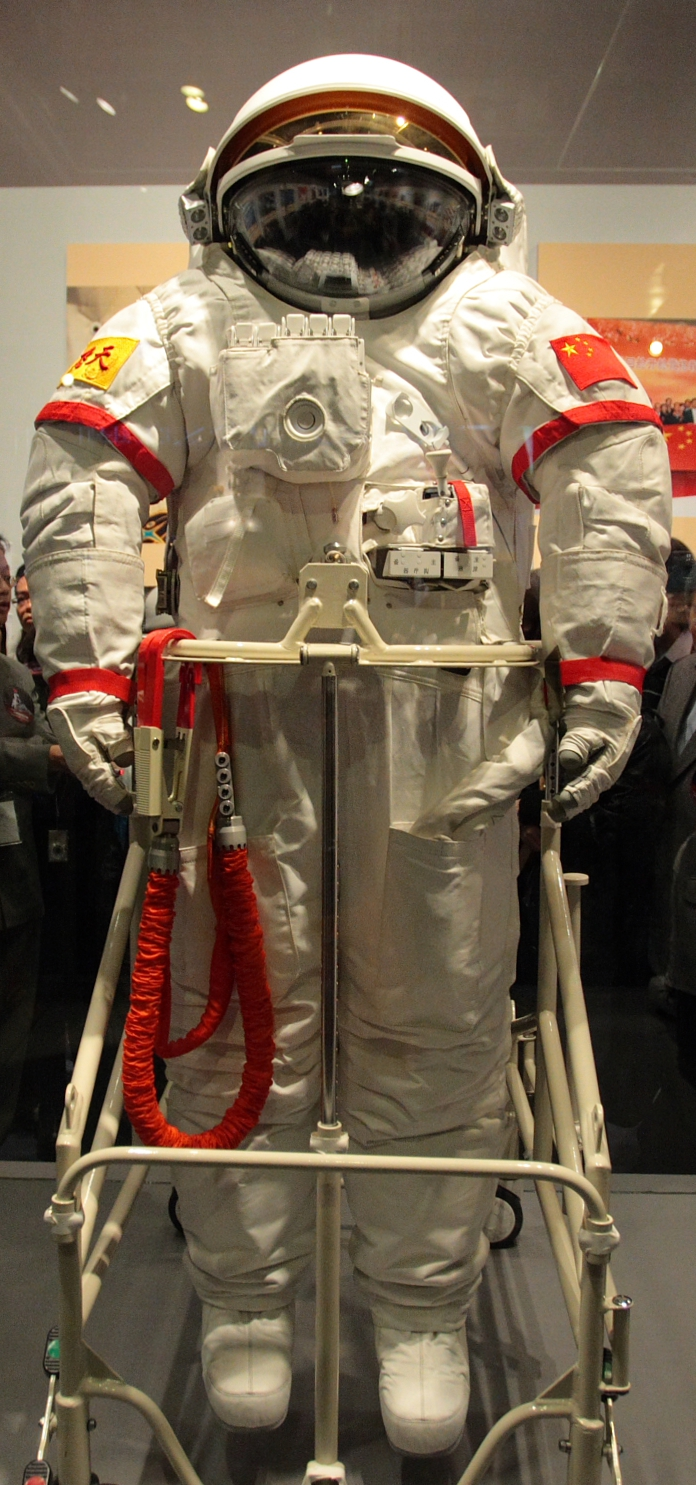
神舟七号出舱活动中翟志刚身穿的同款第一代飞天舱外航天服

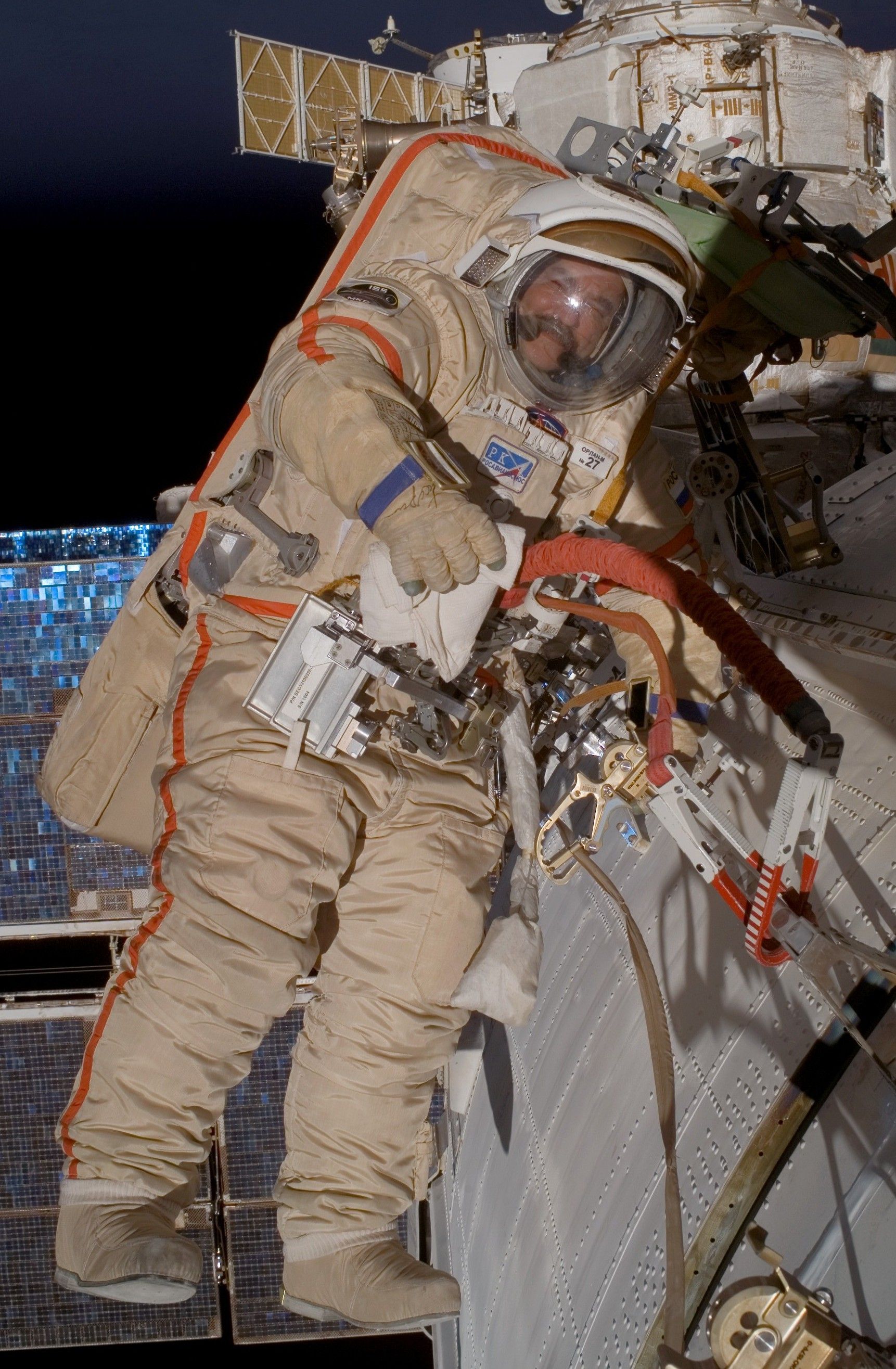
神舟七号出舱活动中刘伯明身穿的同款海鹰-M型舱外航天服

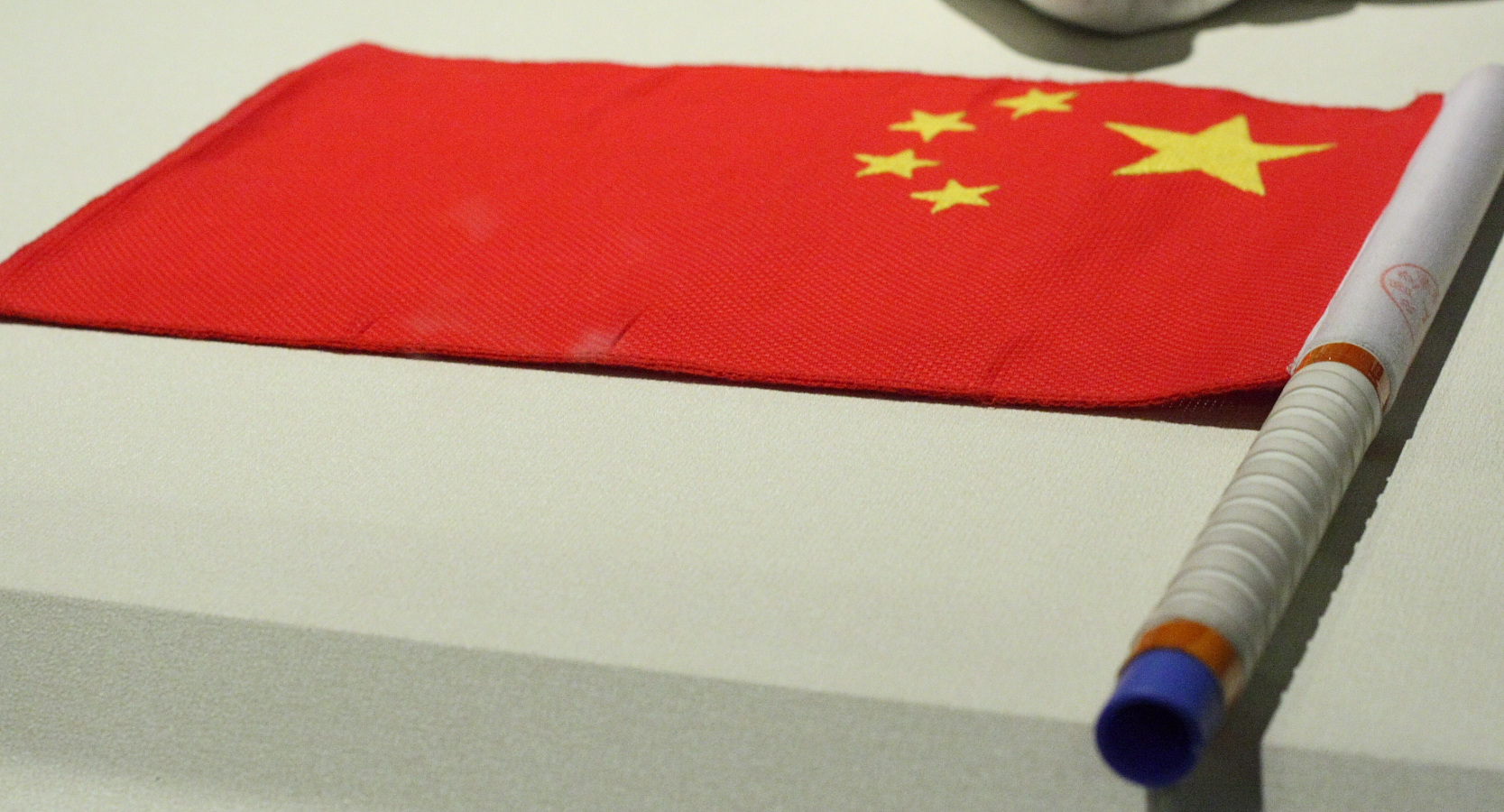
神舟七号出舱任务中所使用的中国国旗

神舟七号航天员出舱任务
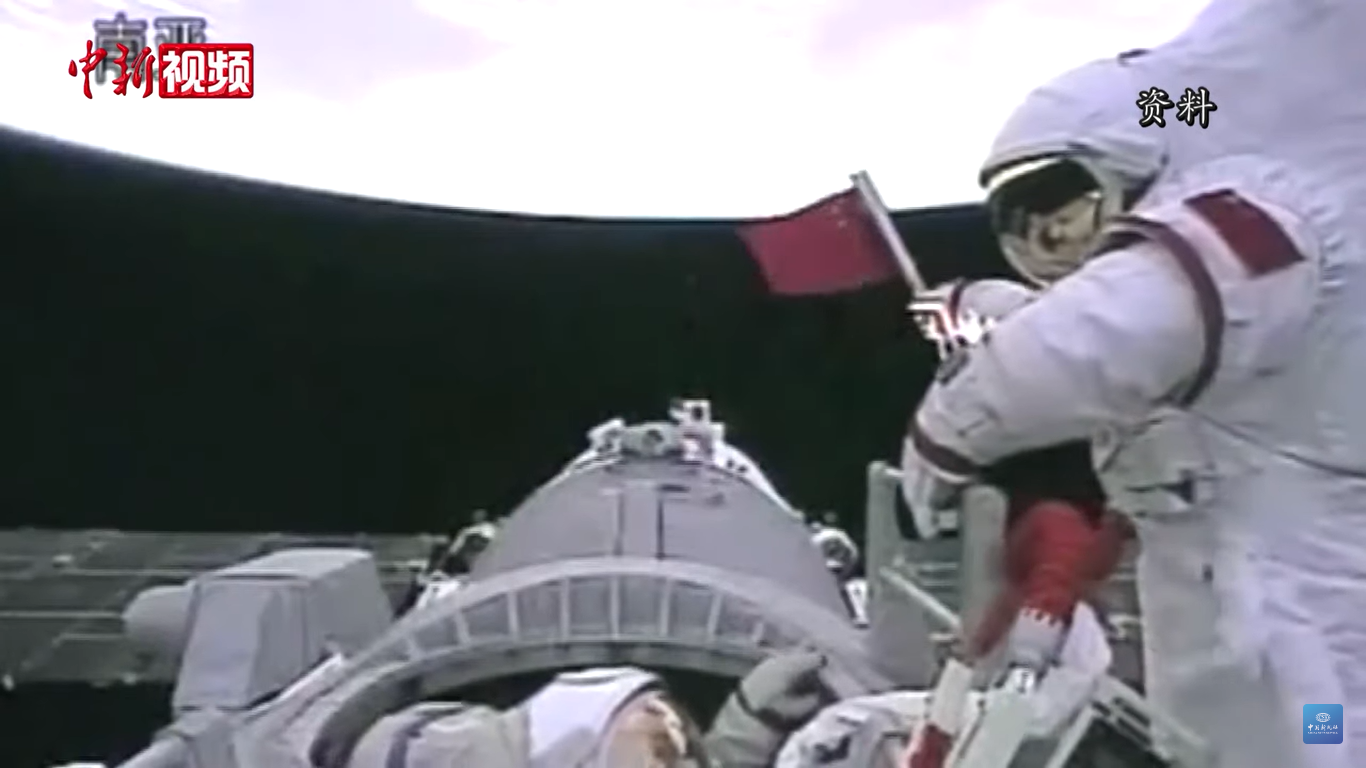
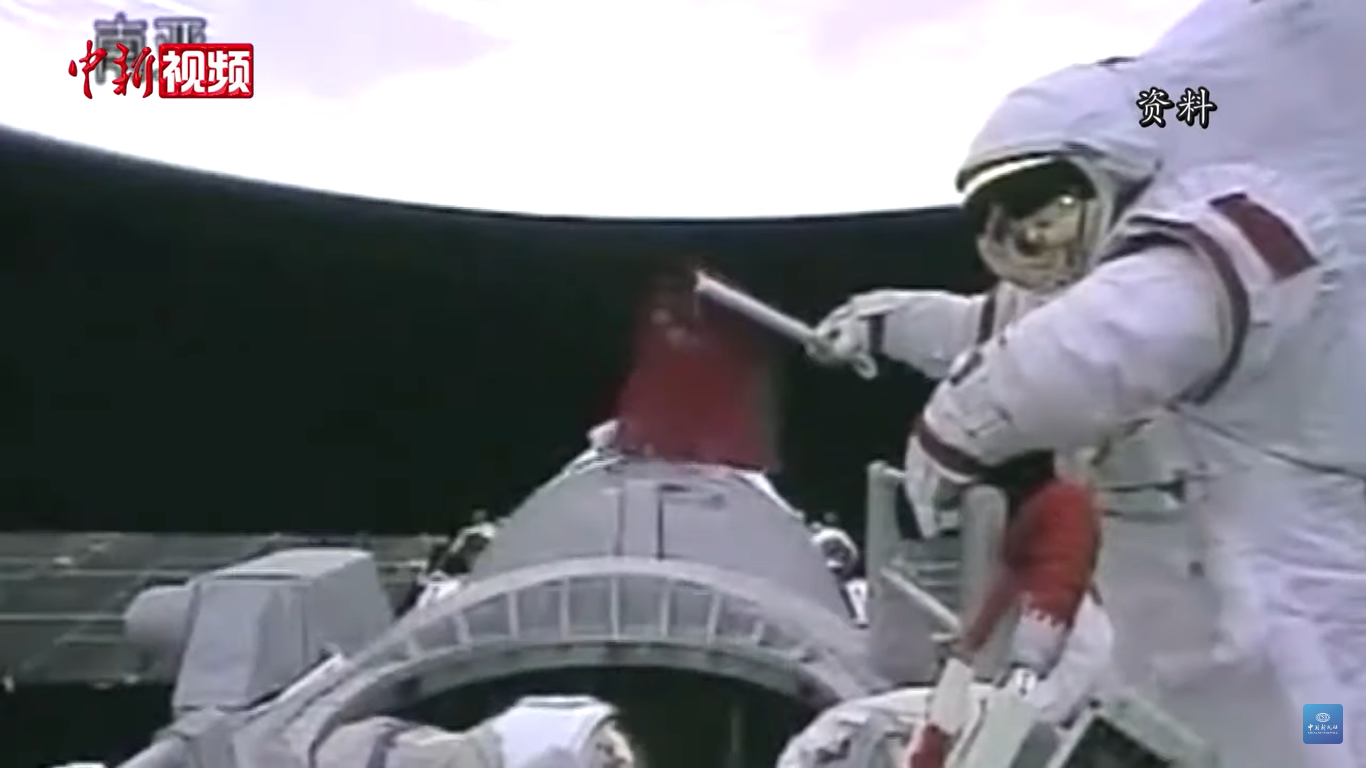
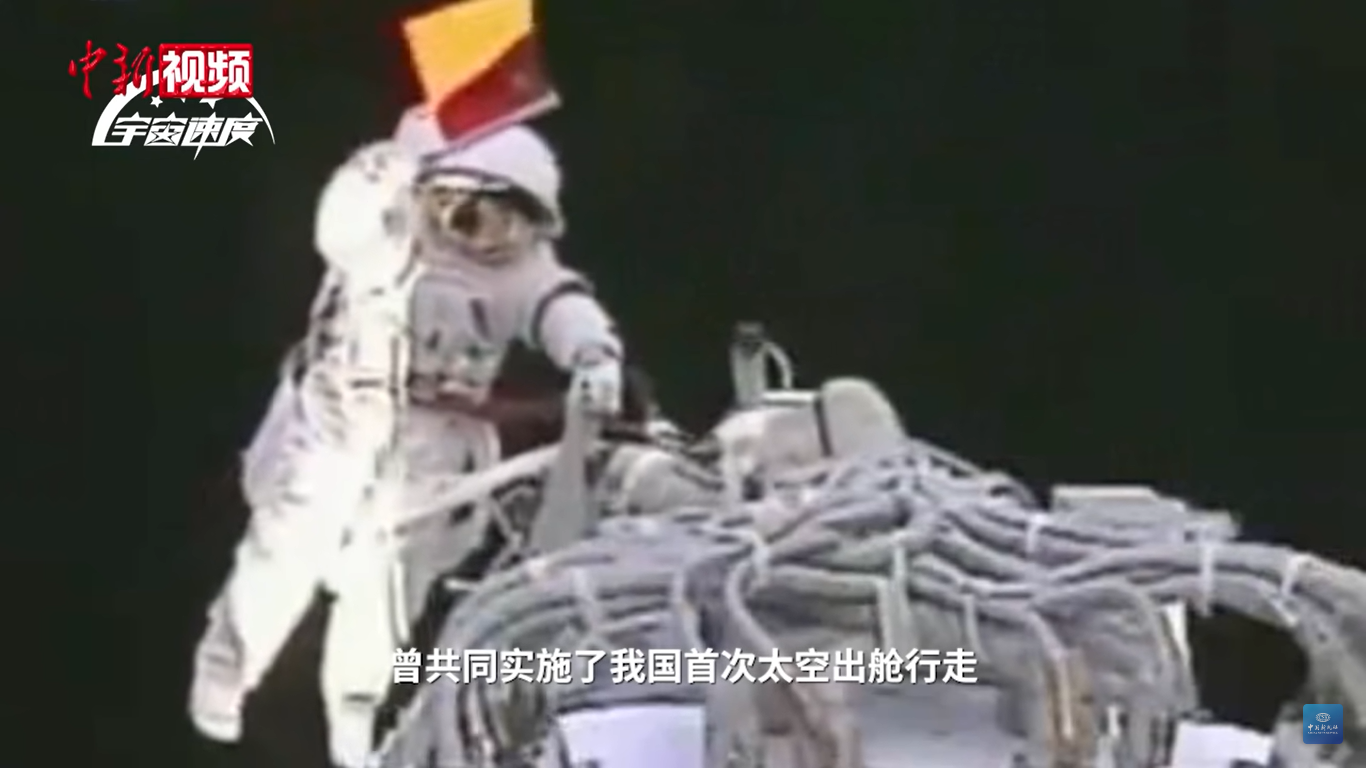
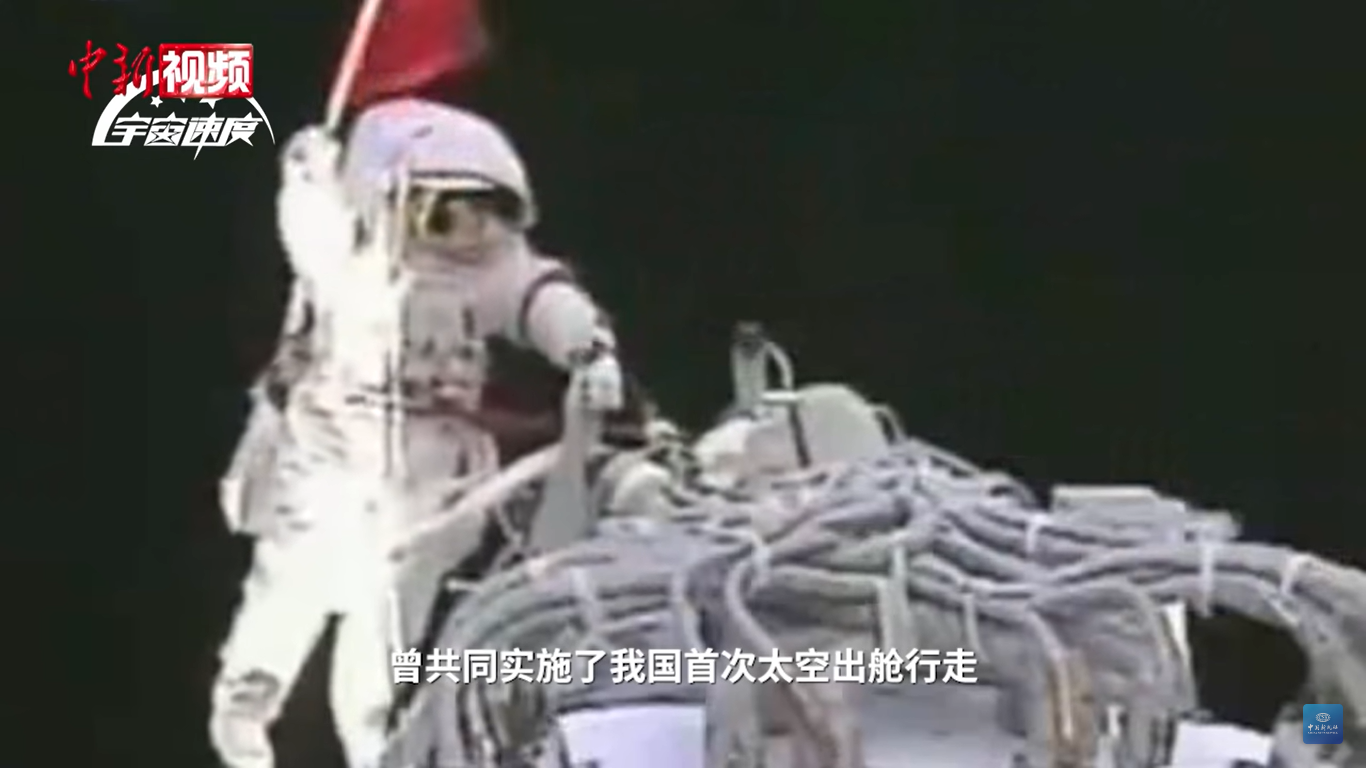
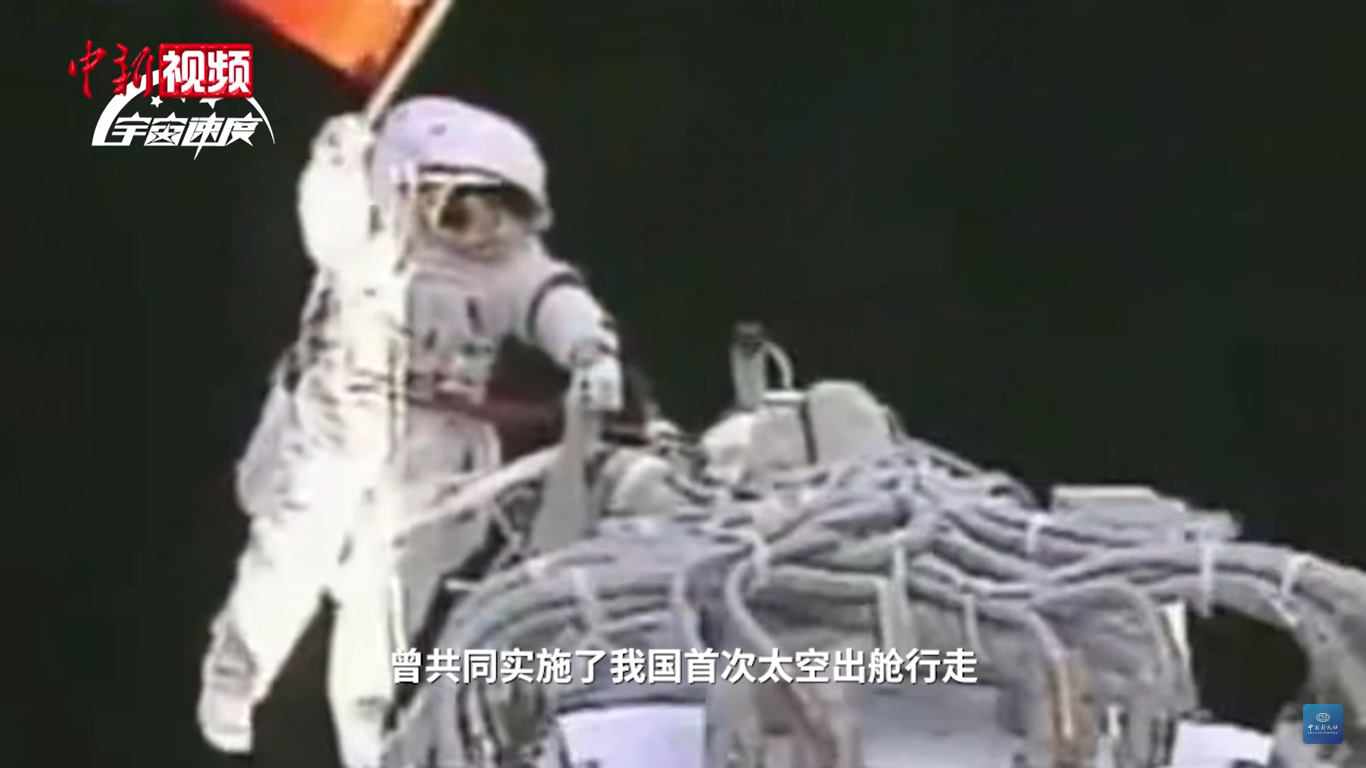
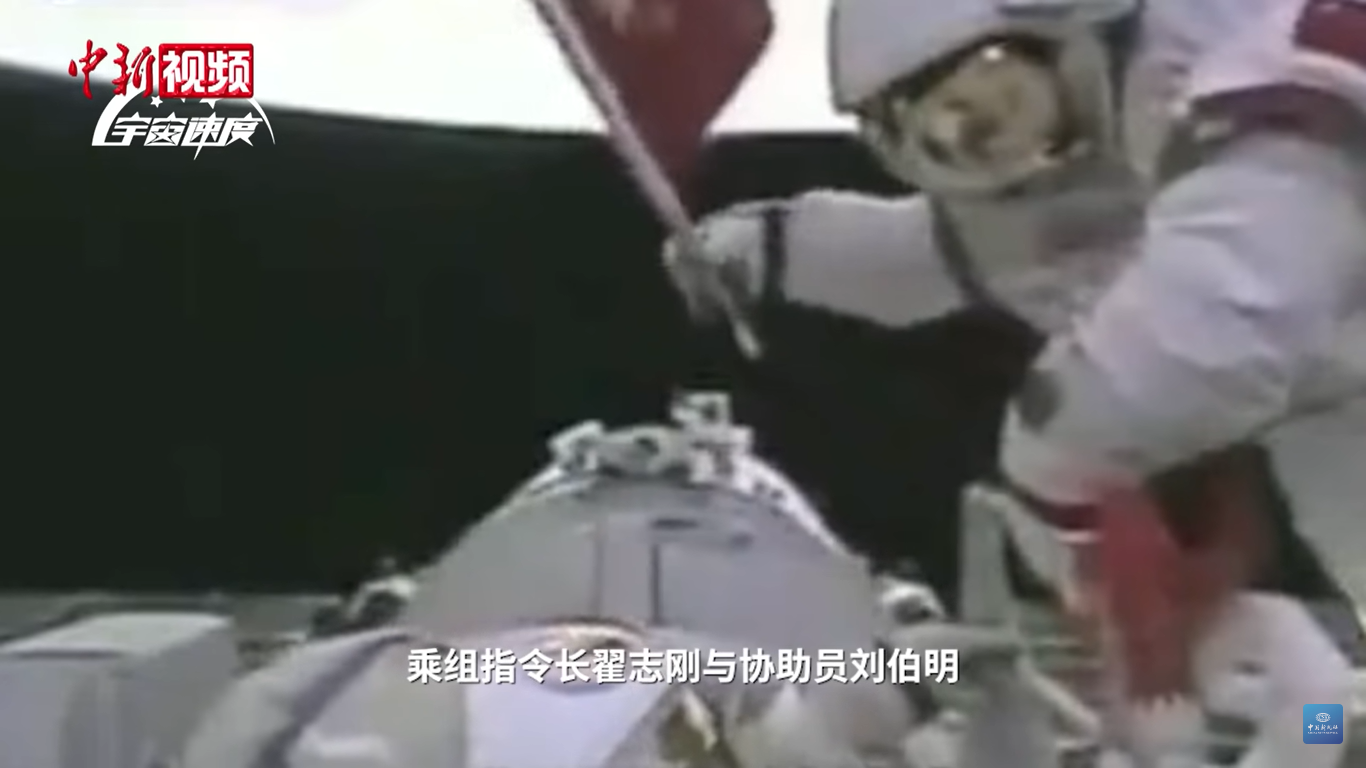
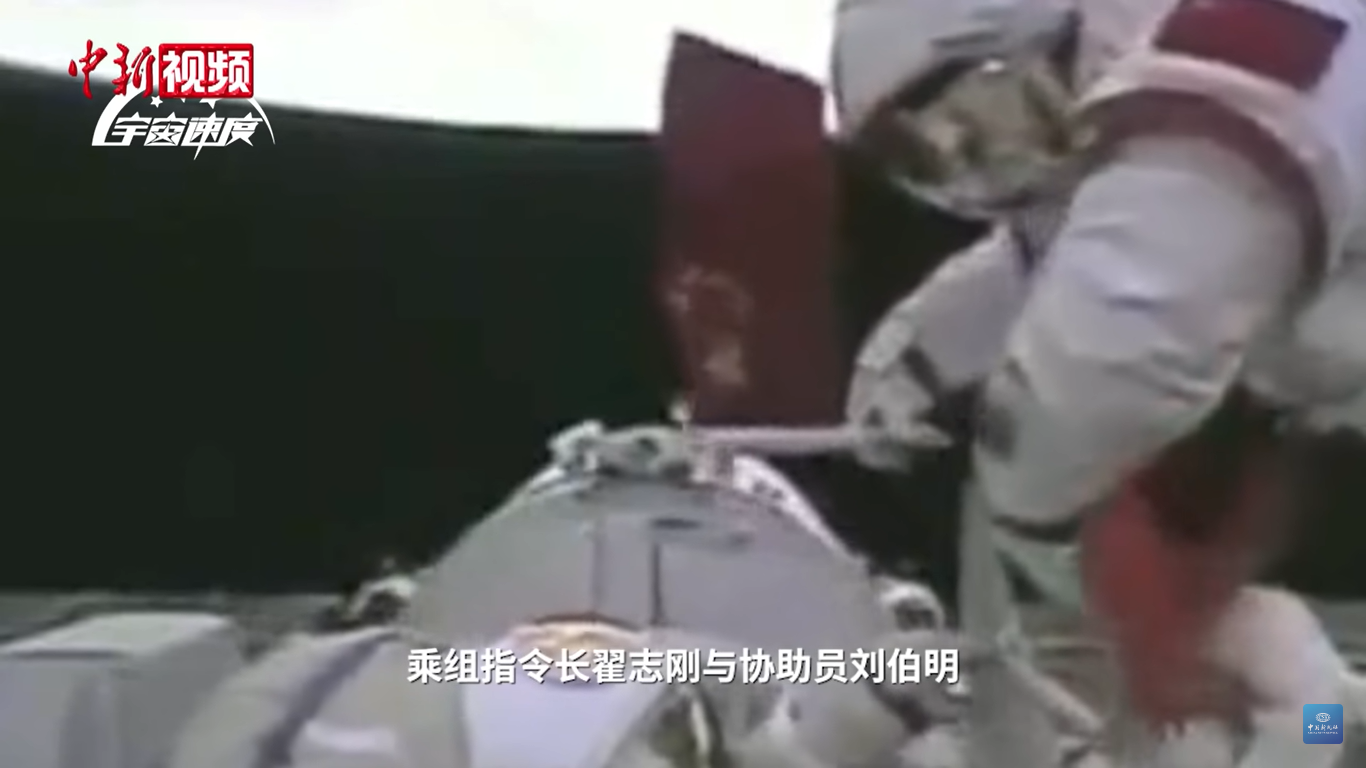
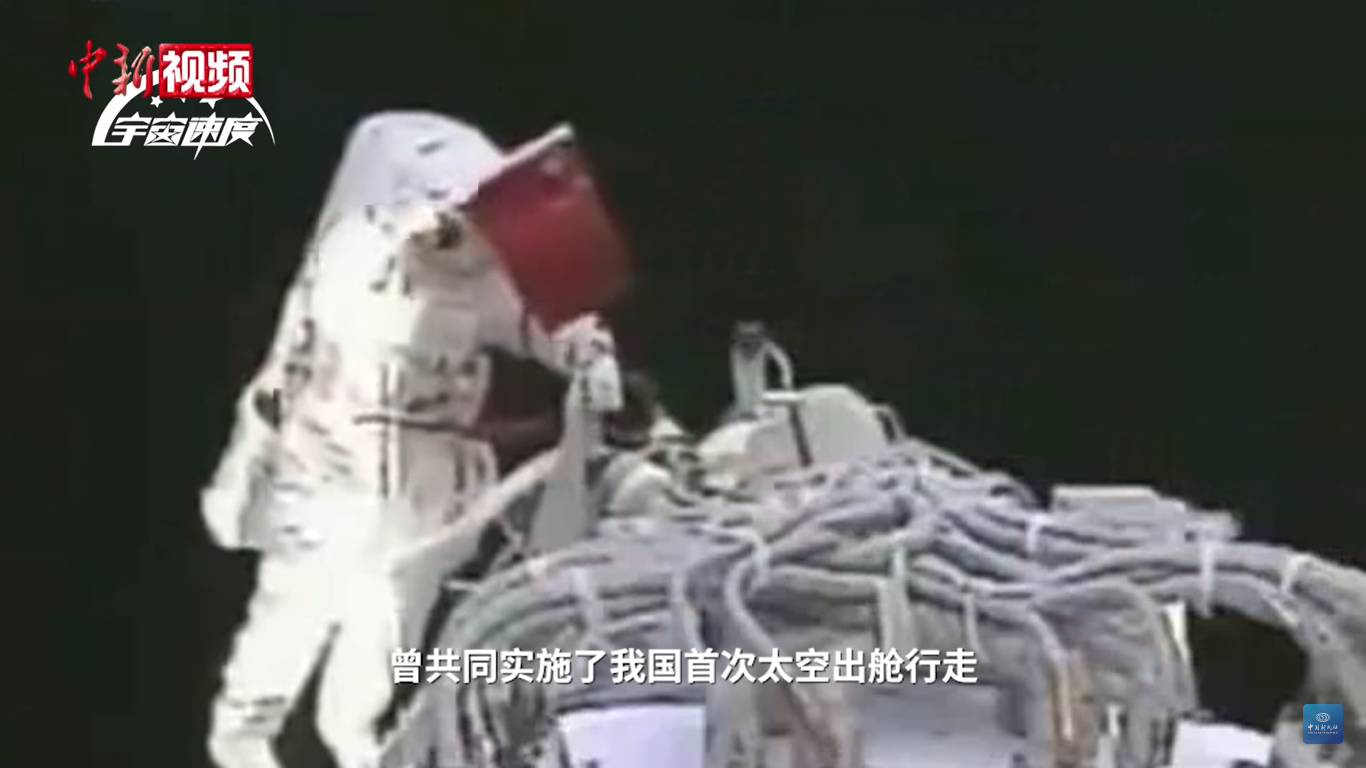
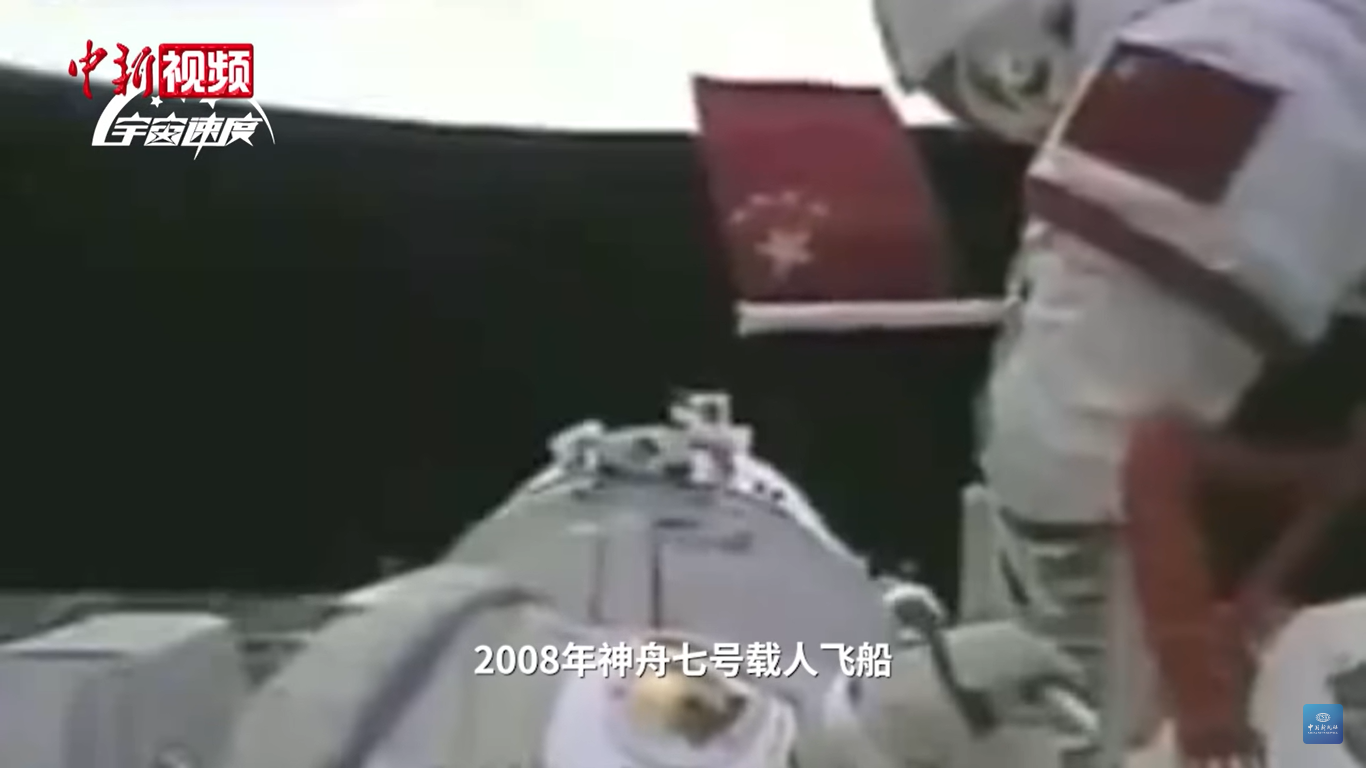
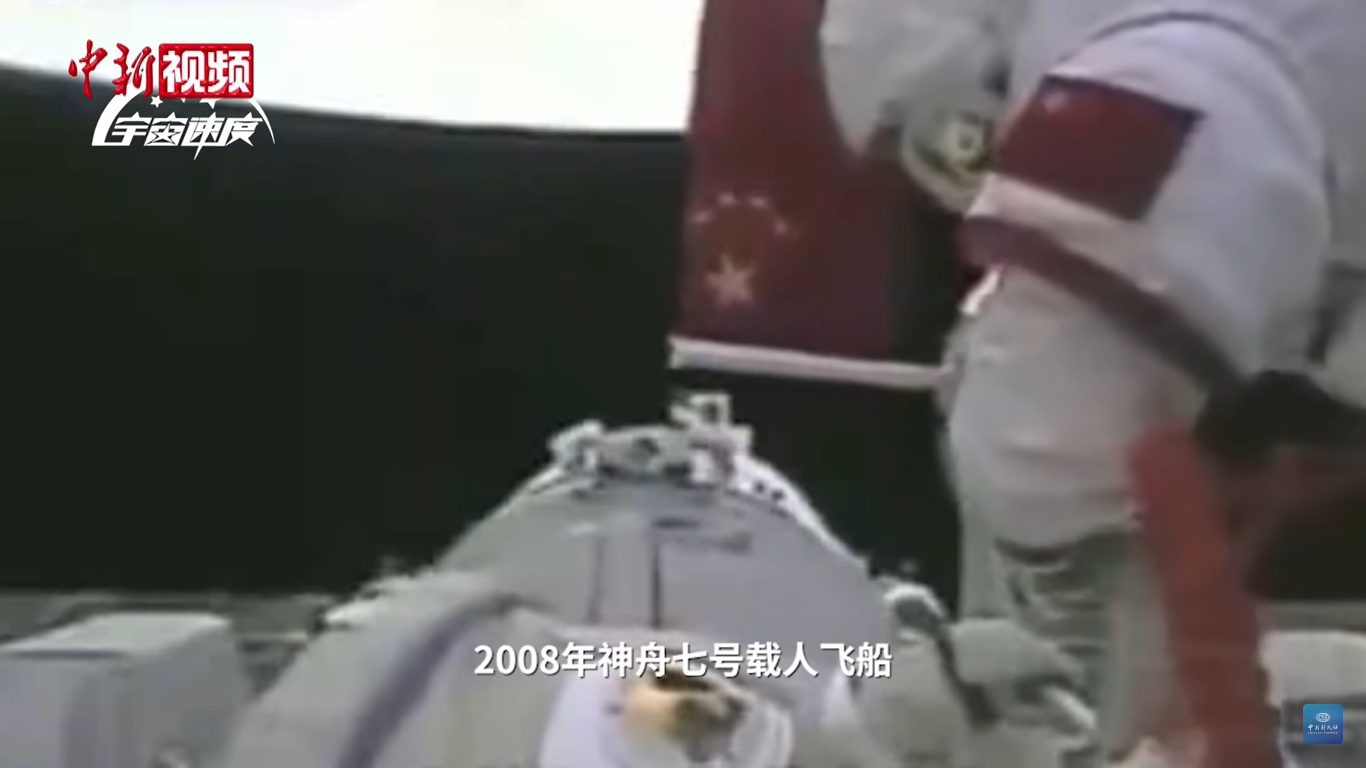
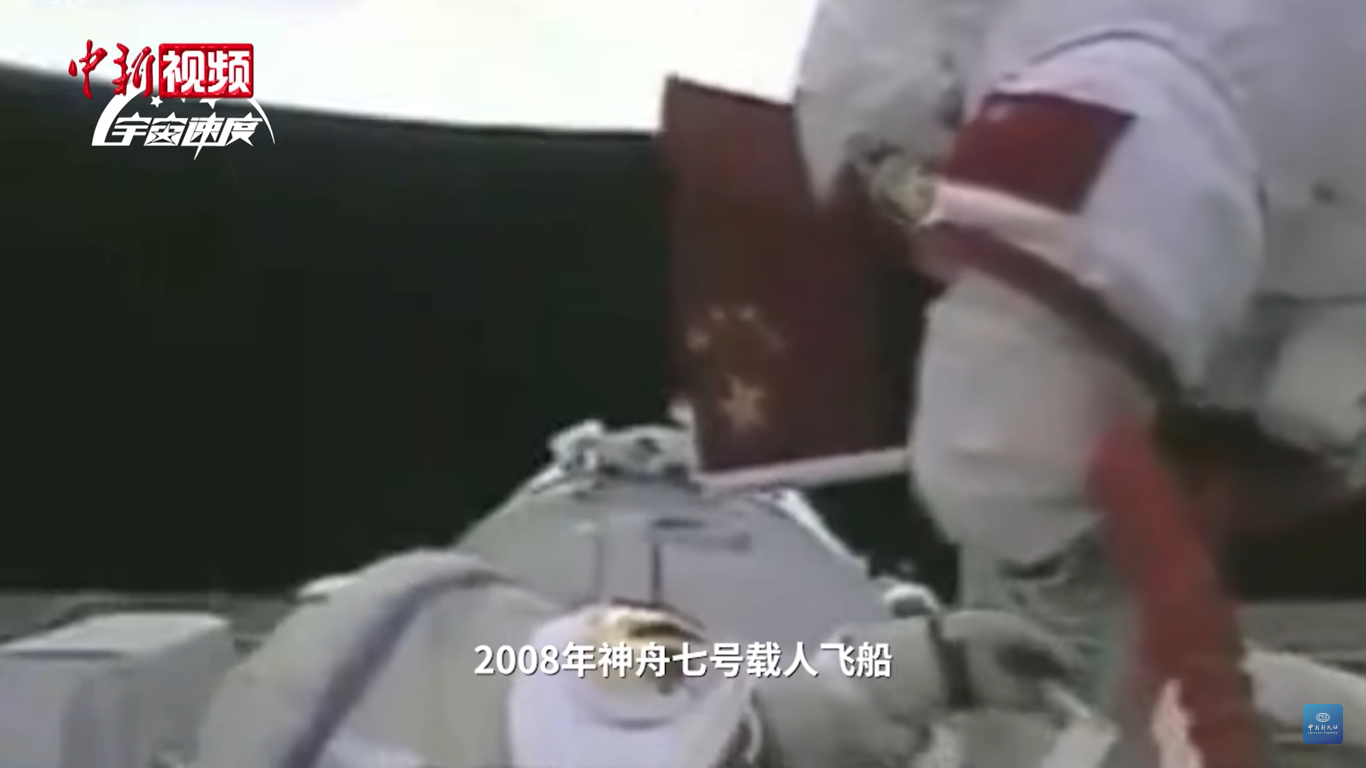
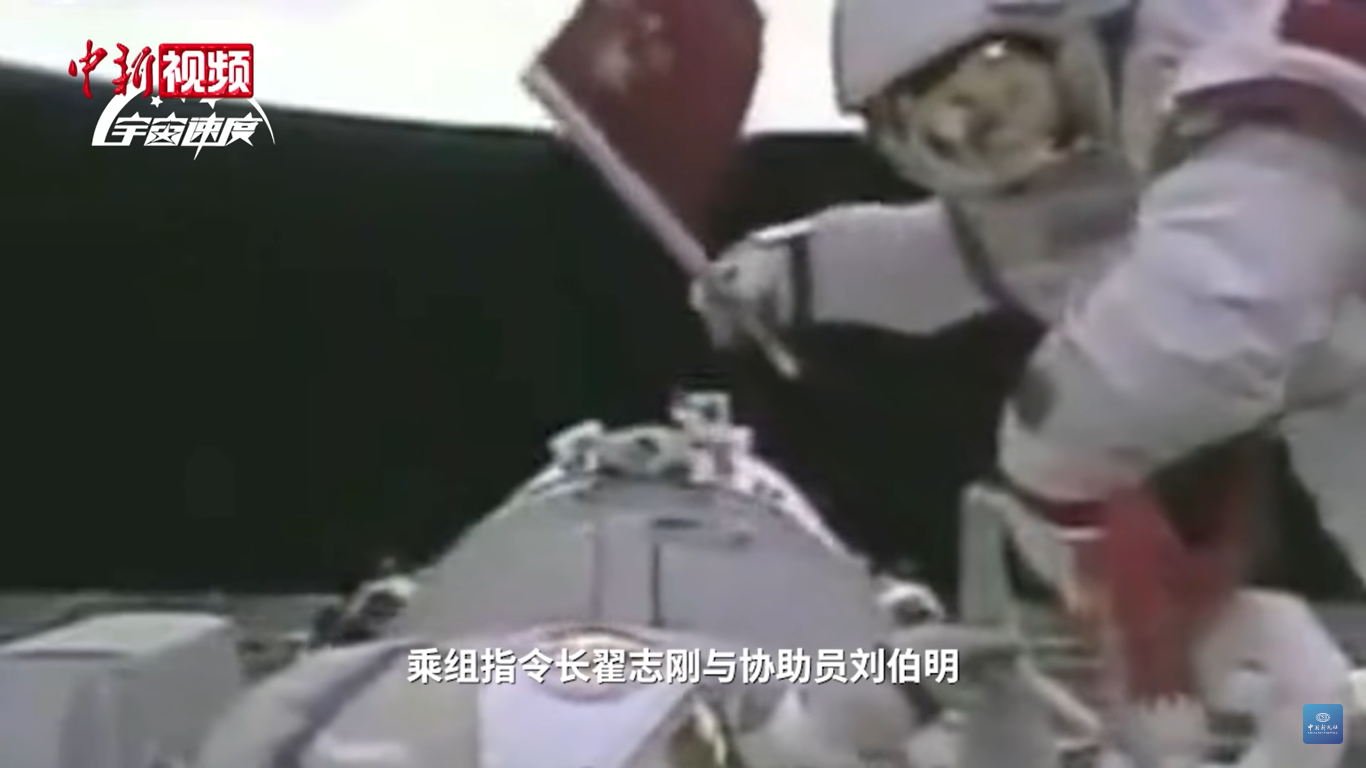
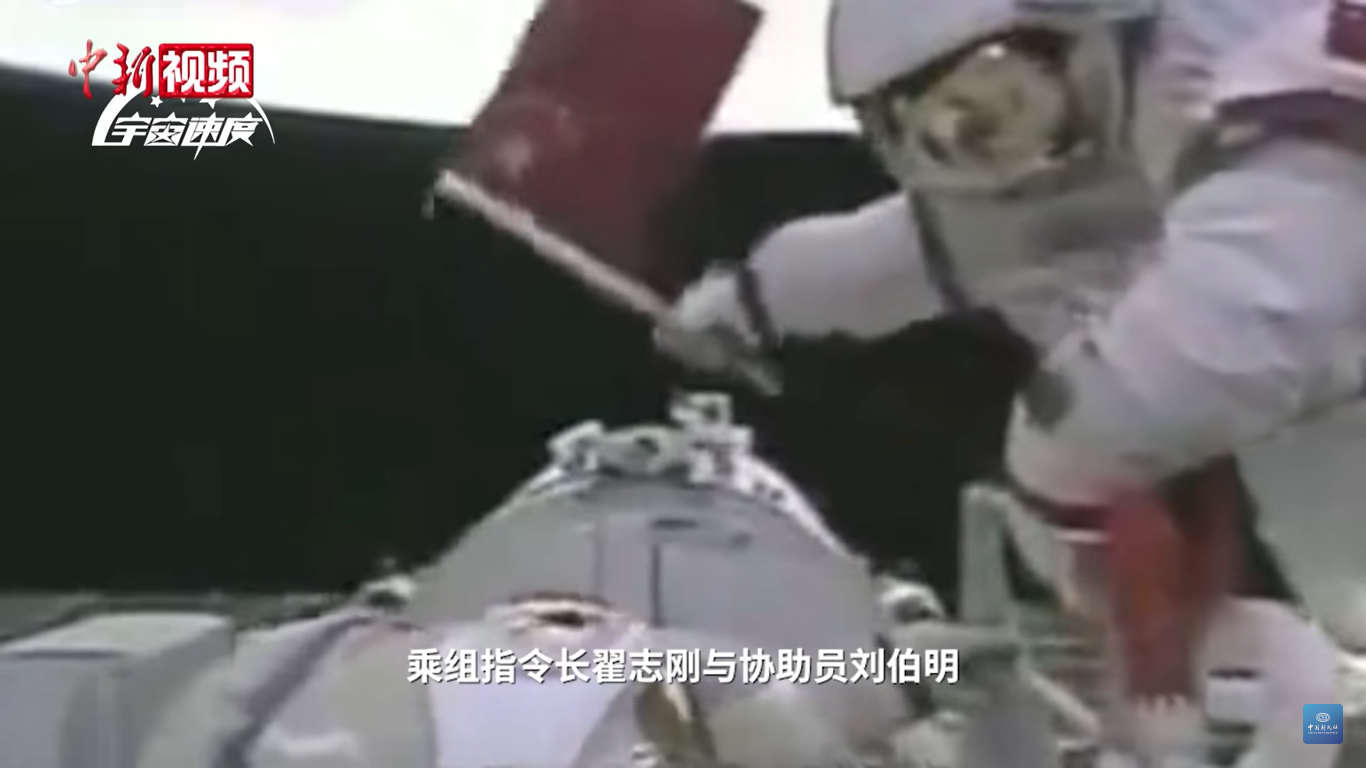
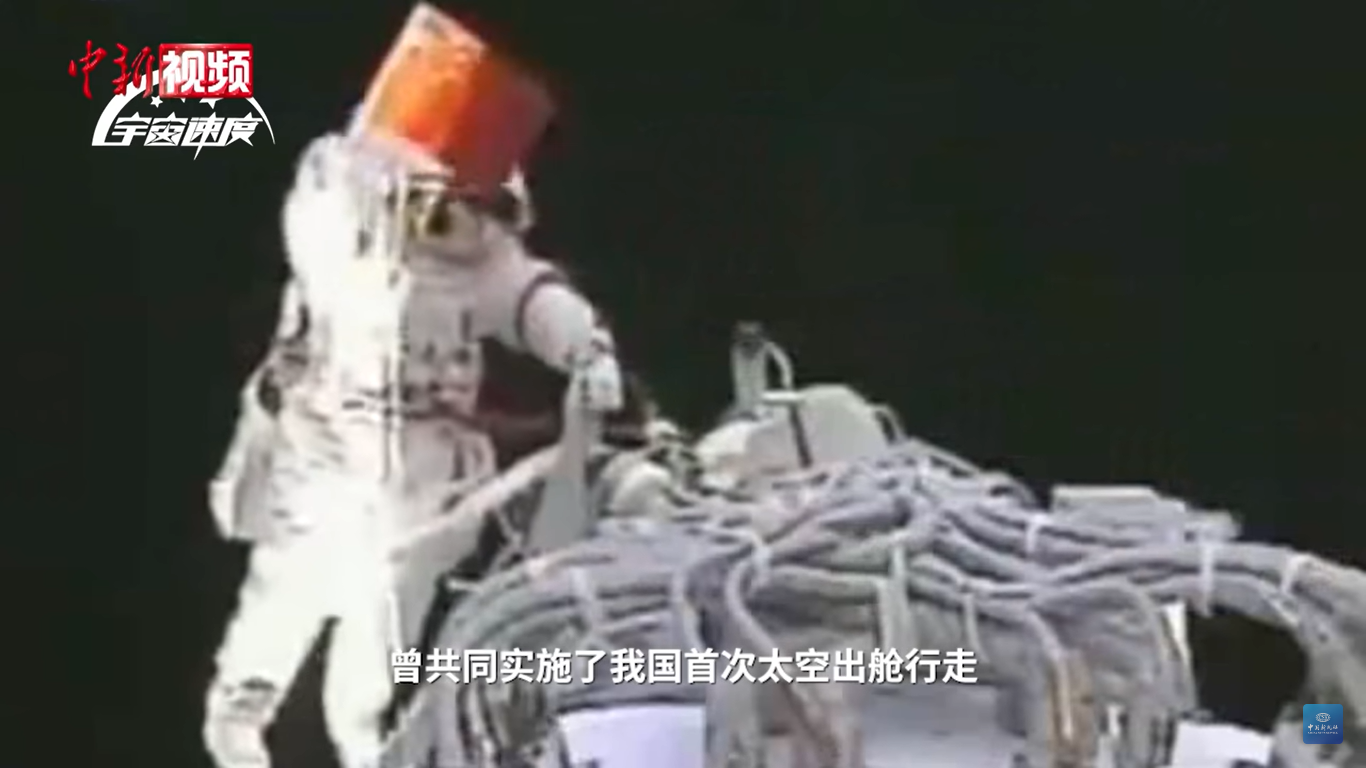

9月27日，翟志刚和劉伯明准备进行出舱活动。当时气闸舱泄压到1千帕，完全符合打开舱门条件。但翟志刚用力拉了三下，门却丝毫没有反应。而当时飞船即将飞出测控区，翟志刚必须尽快完成任务，于是他用辅助工具撬了两次，但残留气体又将舱门吸上。在刘伯明鼓励下，翟志刚用尽全力将舱门打开，开启了中国宇航员第一次出舱活动。翟志刚在电视直播中说：“我已出舱，感觉良好。神舟七号向全国人民、全世界人民问好！请祖国放心，我们坚决完成任务！”翟志刚出舱后，刘伯明将五星红旗递给他。翟志刚接过后在太空挥动。翟志刚随后取回了放置在舱外的固体润滑材料，接着安全返回轨道舱并关闭舱门。整个出舱活动持续时间为19分35秒。
在神舟七号任务结束后的记者会上，官方将神舟七号的空间出舱活动定义为由翟志刚与刘伯明两名航天员共同配合完成。

### 火警误报
在出舱五分钟左右时，神舟七号曾报告“仪表显示，轨道舱火灾”。地面经检查为飞船工作正常。后经证实是传感器误报。

## 舆论

### 评价
- 美联社报道说，中国航天员返回地球并从返回舱中顺利走出，成功完成了中国首次太空行走任务。
- 法新社报道称，实施了中国首次太空行走的航天员们周日（28日）在中国土地上着陆。电视直播画面显示，“神七”返回舱在中国北部内蒙古的着陆场缓缓飘落。
- 路透社的消息称，在成功完成一场具有挑战性的、包括太空行走在内的太空飞行任务后，中国3名航天员已安全着陆。这是中国科技水平的展现，也是中国向登月迈进了一步。
- 美国有线电视新闻网消息说，三名中国宇航员周日返回了地球，完成了包括中国首次太空行走在内的三天的任务。消息还称，“神七”返回舱在内蒙古着陆场着陆前，负责搜救任务的多架直升机已起飞待命。航天员在着陆前告诉控制中心他们很安全，状态良好。
- 英国广播公司报道则称，“神舟七号”返回舱在北京时间28日17时40分左右着陆。[18]
- 國際評估與策略中心（International Assessment and Strategy Center）認為中國在過程中演練了共軌反衛星。[19]

### 质疑与回应
在翟志刚出舱片段播出后，在各大影片分享网站中流傳。台湾媒体TVBS质疑出舱视频为伪造。中国载人航天工程副总设计师王忠贵则回应，出现气泡的原因是舱内外存在0.02个大气压的气压差，因此出现气泡，纯属正常现象。2009年Discovery News的物理學家Ian O'Neill也在網上發文支持神舟七號的真實性。本次航空行動美國NASA亦有報導，而ESA亦有專家協助分析太空員的身體狀況，未有質疑。

## 图集

### 出舱
- 神舟七号航天员出舱任务

### 样品

神舟七号所搭载的各类样品
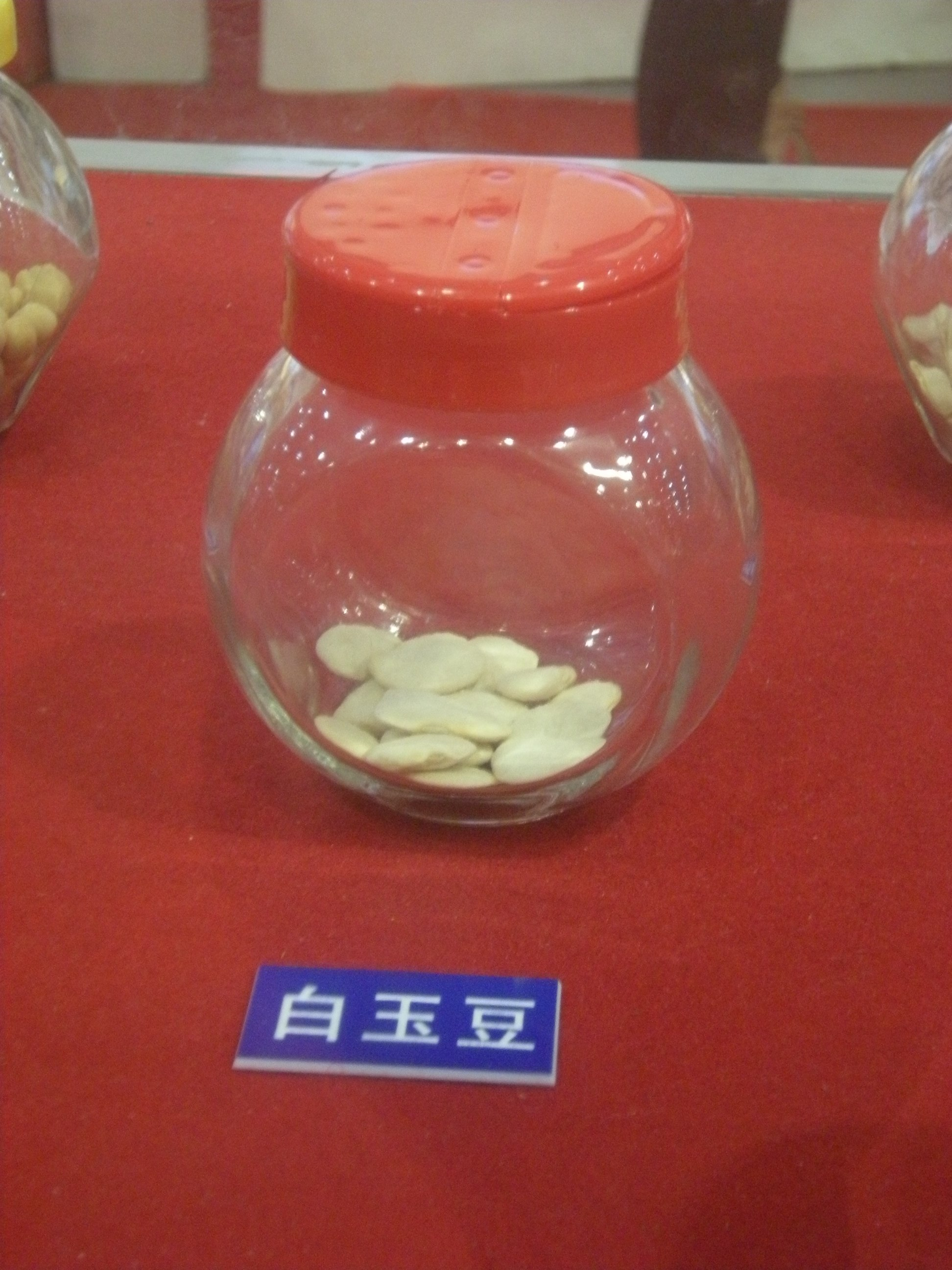
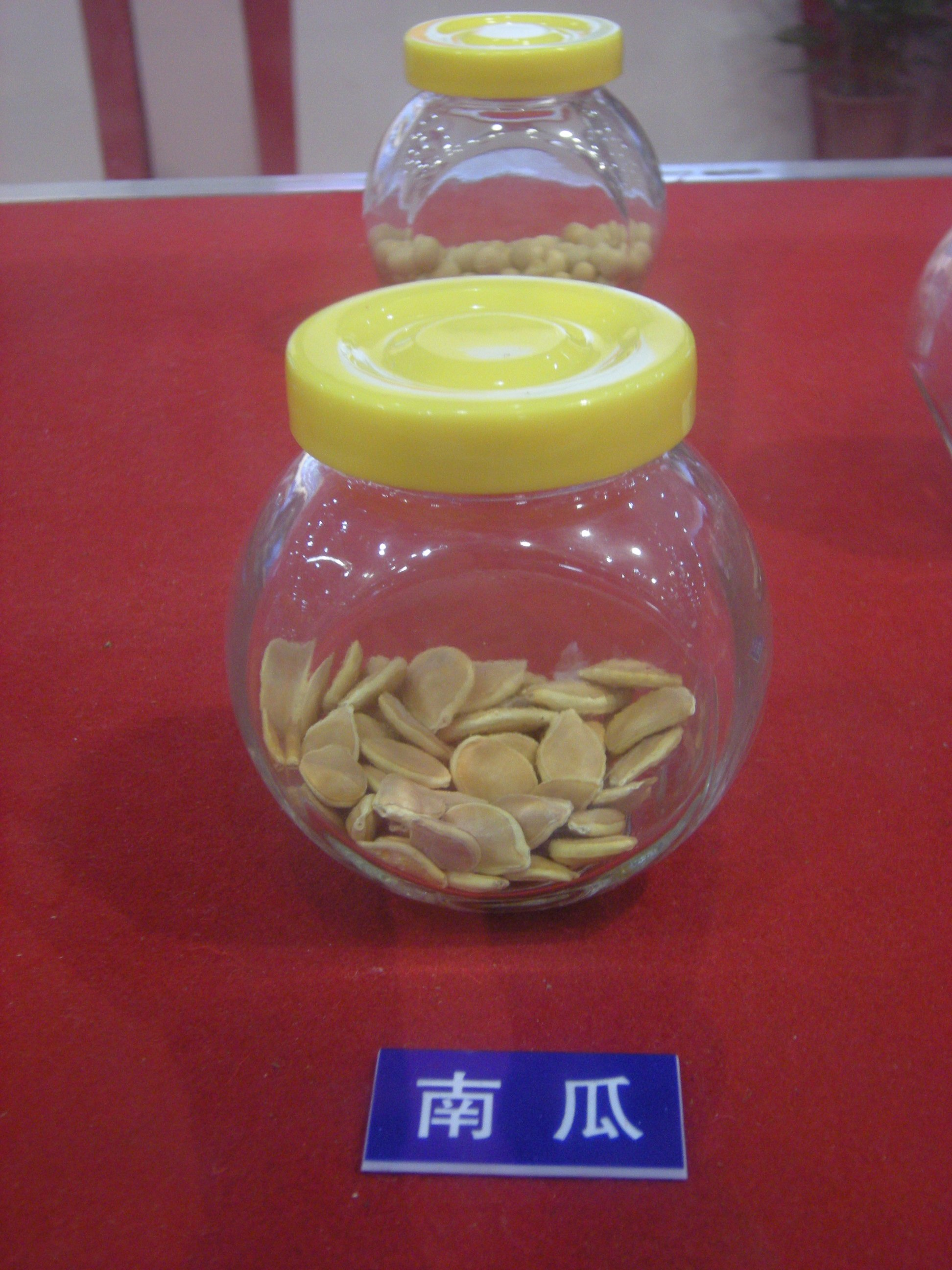
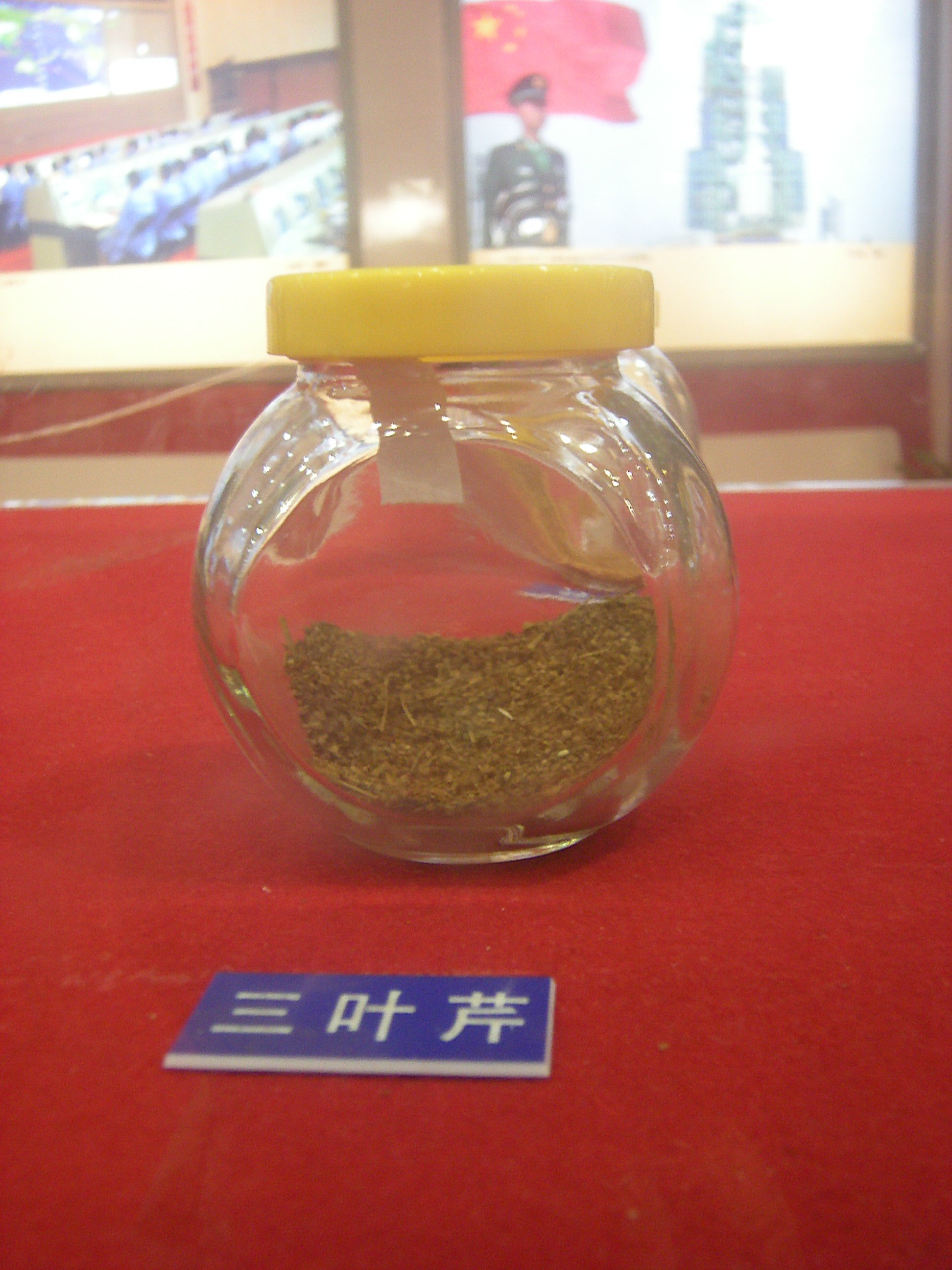
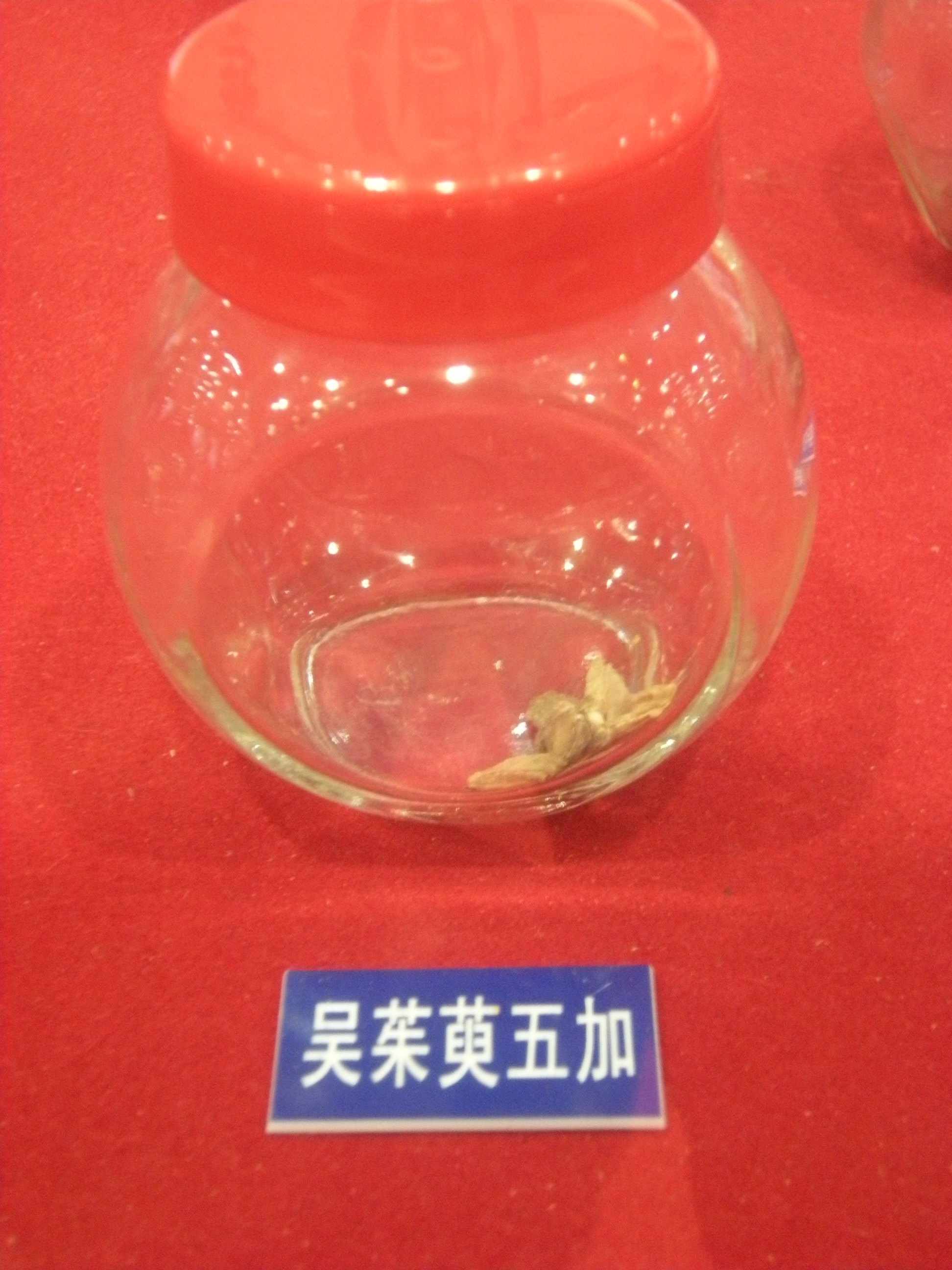
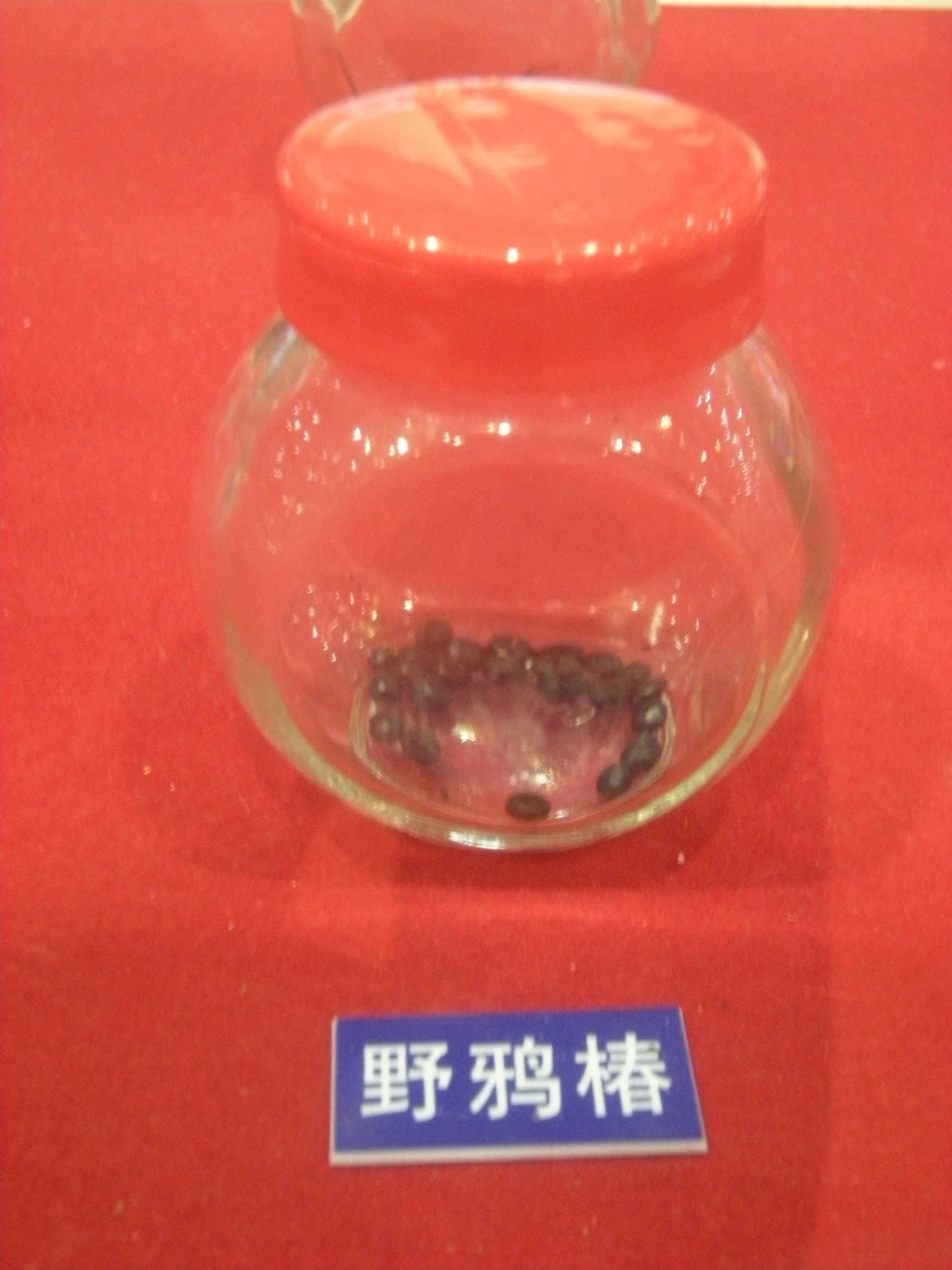
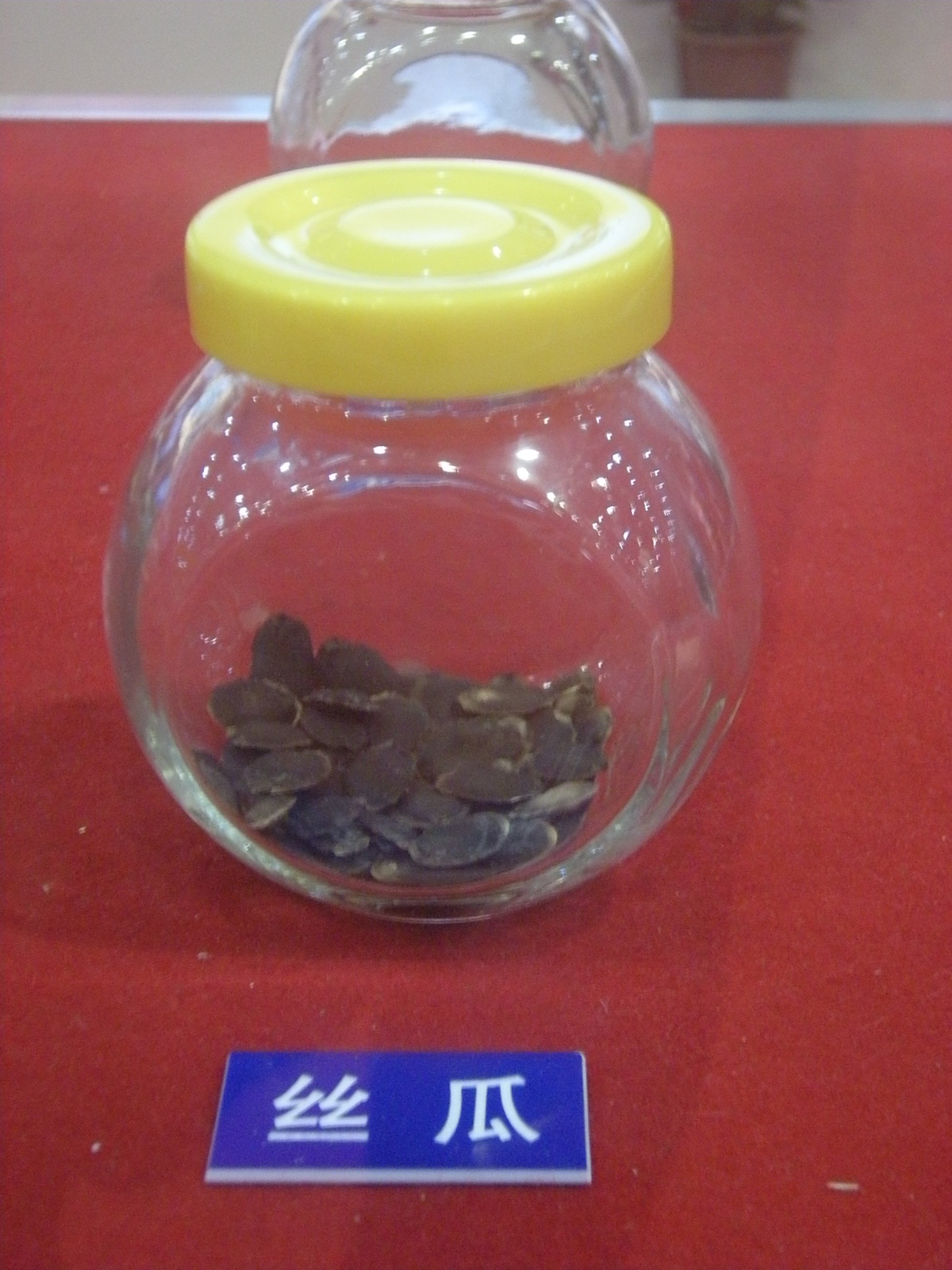
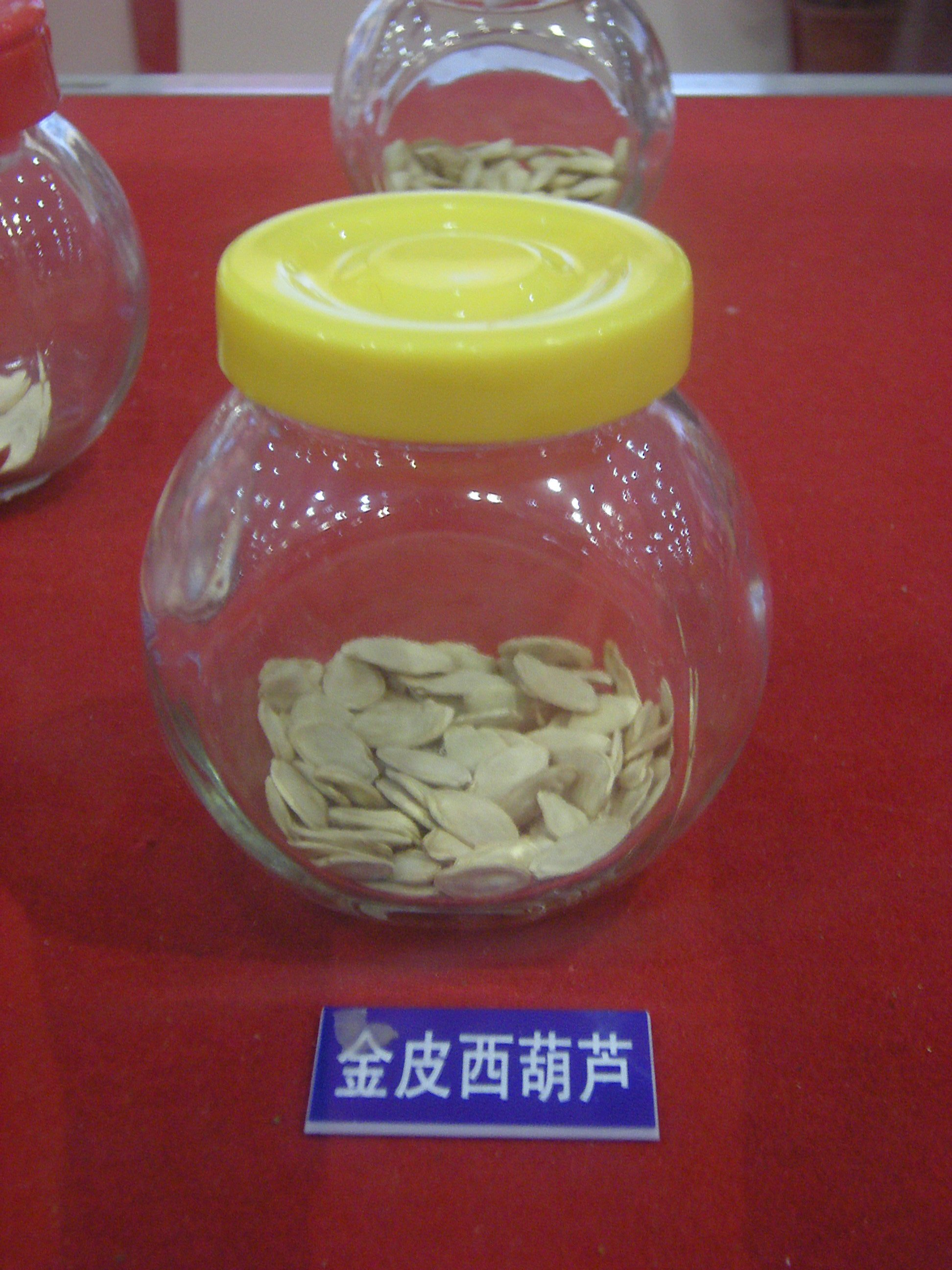
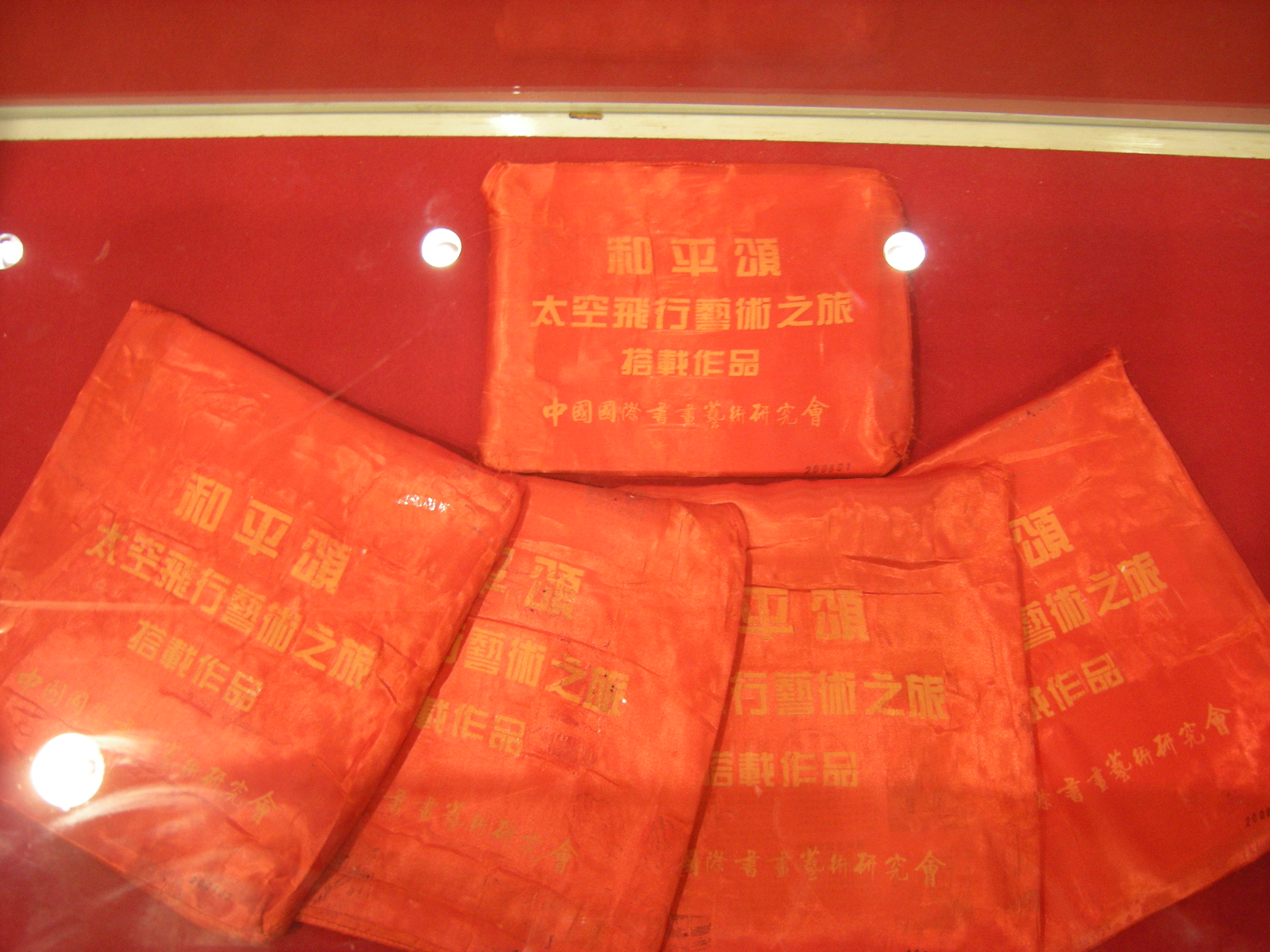

### 有效载荷

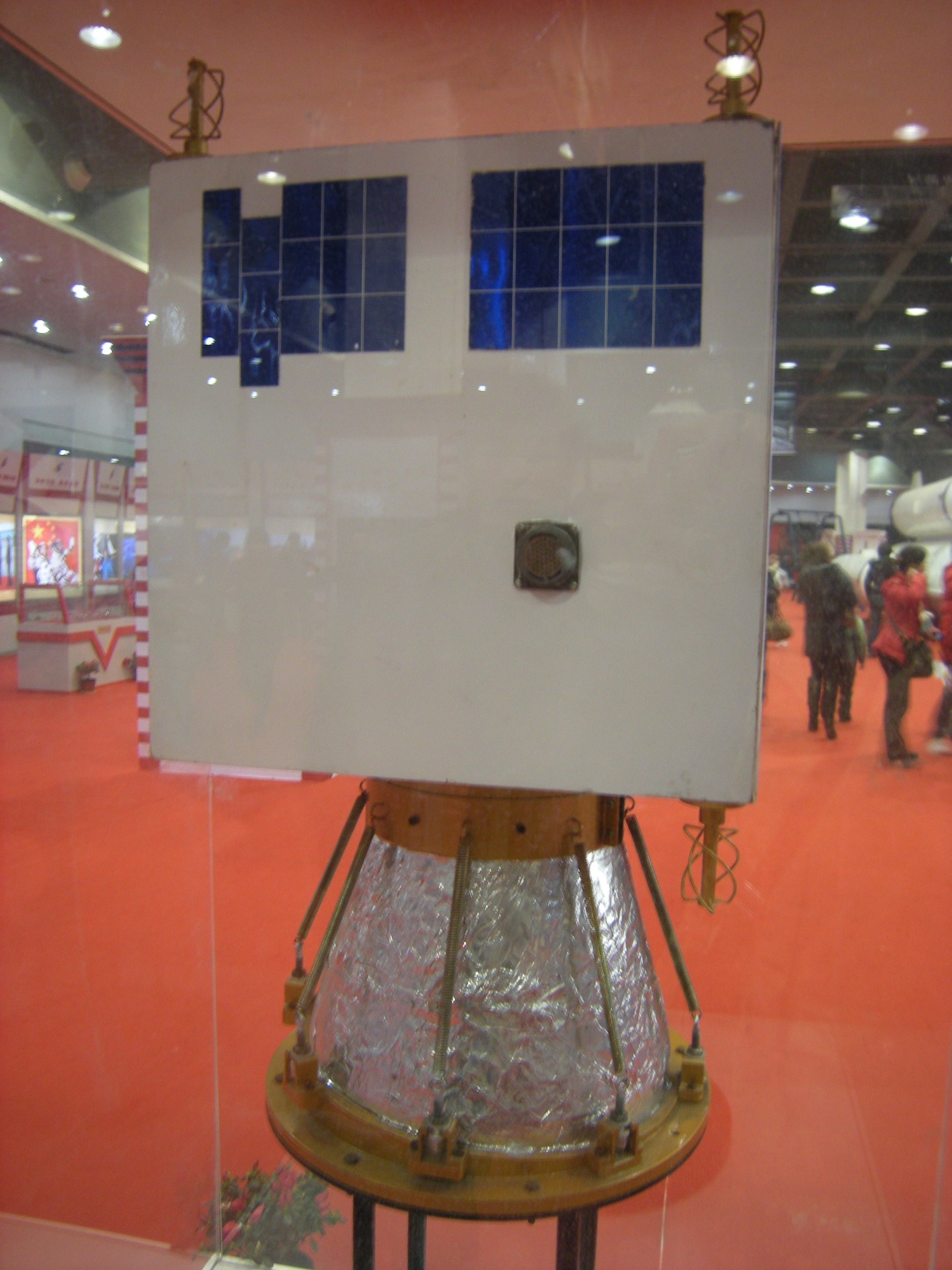
伴飞小卫星模型（正面）
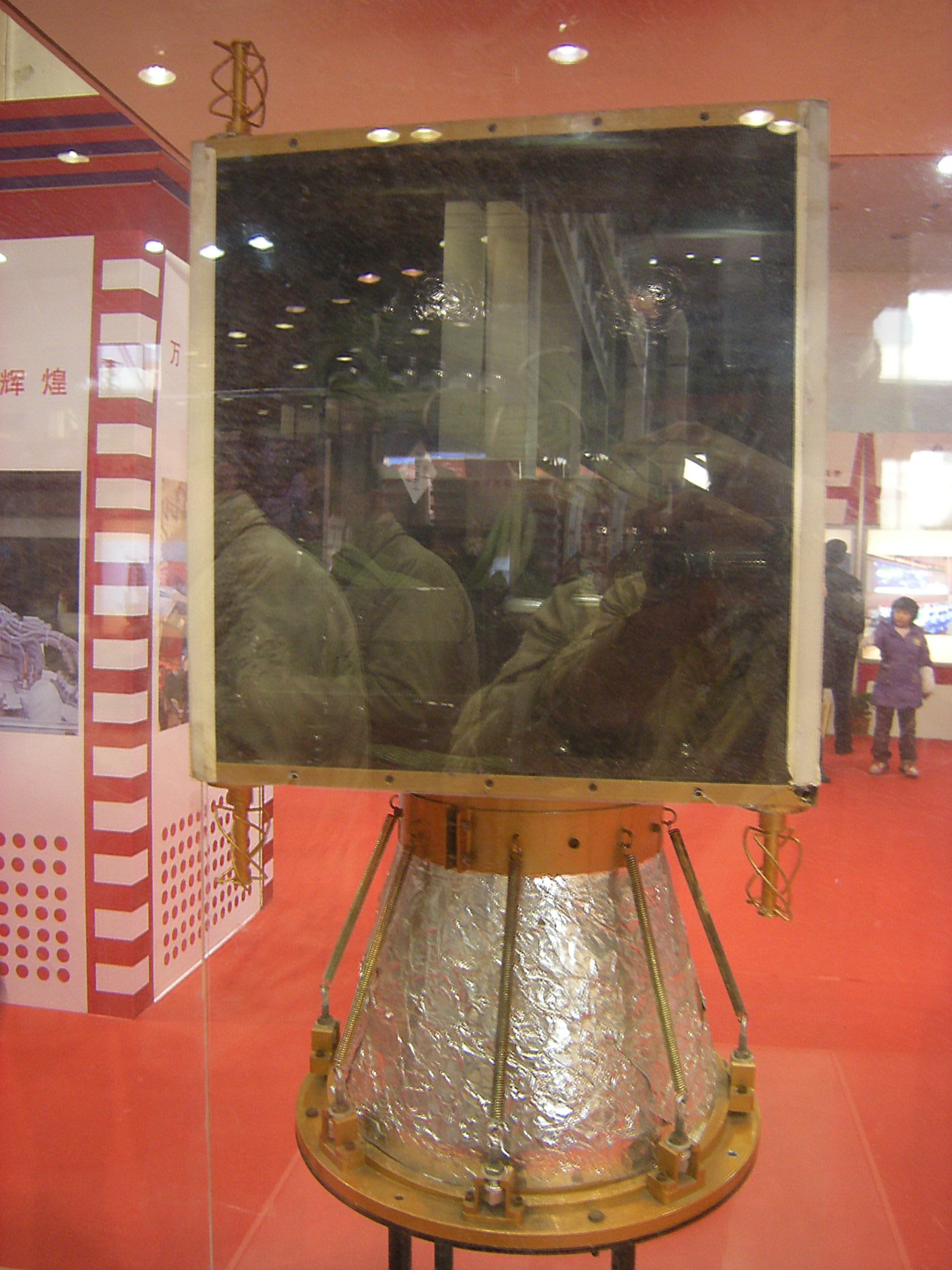
伴飞小卫星模型（背面）